# Atmosfera di Giove
L'atmosfera di Giove è la più estesa atmosfera planetaria del sistema solare. È composta principalmente da idrogeno molecolare ed elio - con proporzioni simili alla loro abbondanza nel Sole - con tracce di metano, ammoniaca, acido solfidrico ed acqua; quest'ultima non è stata finora rilevata ma si ritiene che sia presente in profondità. Le abbondanze dell'ossigeno, dell'azoto, dello zolfo e dei gas nobili sono superiori di un fattore tre ai valori misurati nel Sole.

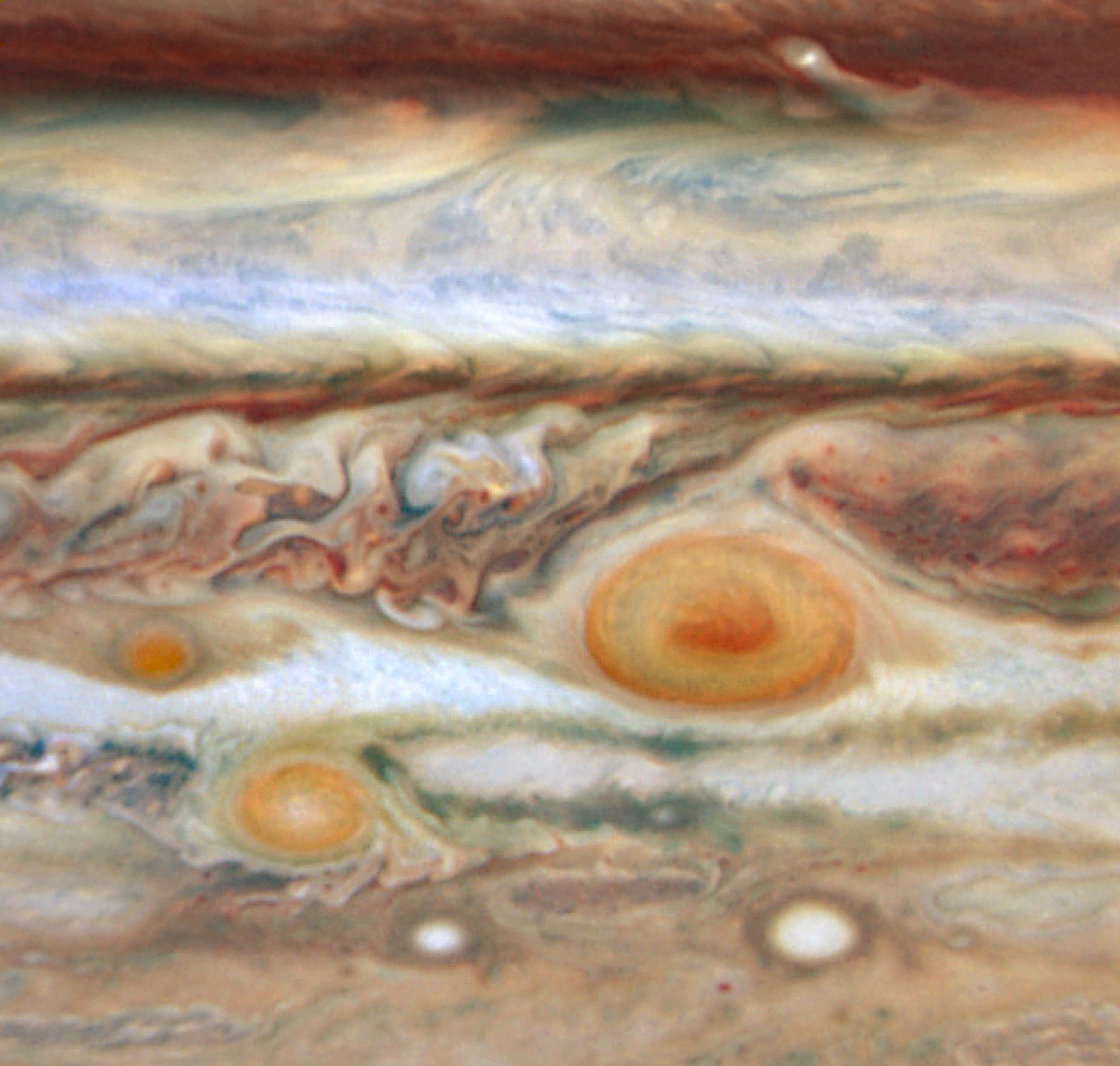
Un dettaglio dell'atmosfera gioviana ripreso dal telescopio spaziale Hubble che mostra alcune tempeste: la Grande Macchia Rossa, l'Ovale BA (in basso a sinistra) e un'altra macchia rossastra di recente formazione; si notino, al di sotto di esse, due ovali biancastri.

L'atmosfera di Giove manca di un chiaro confine inferiore, ma gradualmente transisce negli strati interni del pianeta. L'atmosfera è suddivisibile in diversi strati, ciascuno caratterizzato da un gradiente di temperatura specifico; dal più basso al più alto, sono: troposfera, stratosfera, termosfera ed esosfera. La troposfera è lo strato più basso e presenta un complicato sistema di nubi e foschie, strati di ammoniaca, idrosolfuro di ammonio ed acqua; le nubi di ammoniaca più alte determinano l'aspetto del pianeta e sono il principale elemento visibile dall'esterno. Tenute insieme da potenti correnti a getto (jet stream), sono organizzate in una dozzina di bande parallele all'equatore; bande scure si alternano a bande più chiare, le prime dette fasce, le seconde zone. 
Si distinguono tra loro soprattutto per i moti e le temperature: nelle bande le temperature sono più elevate e i gas hanno un moto discendente verso gli strati bassi dell'atmosfera, mentre le zone presentano temperature più basse con un moto ascensionale dei fluidi. Gli studiosi ritengono che il colore più chiaro delle zone derivi dalla presenza di ghiaccio di ammoniaca, mentre non è ancora chiaro cosa renda le bande più scure. Sebbene siano stati sviluppati due modelli per la struttura delle bande e delle correnti a getto, la loro origine ancora non è compresa. Il primo modello (shallow model, shallow significa poco profondo) prevede che le bande e le correnti a getto siano fenomeni superficiali sovrastanti un interno più stabile. Nel secondo modello (deep model, deep significa profondo), sono manifestazioni superficiali di fenomeni convettivi dell'idrogeno molecolare, che avvengono nel mantello di Giove organizzato in una serie di cilindri coassiali.
L'atmosfera gioviana mostra un ampio spettro di fenomeni attivi: instabilità delle bande, vortici (cicloni ed anticicloni), tempeste e fulmini. I vortici si presentano come grandi macchie (ovali) rosse, bianche o brune. Le più grandi sono la Grande Macchia Rossa (GRS, dall'inglese Great Red Spot) e l'Ovale BA, informalmente chiamata Piccola Macchia Rossa; entrambe, così come la maggior parte della macchie più grandi, sono anticicloni. Gli anticicloni più piccoli appaiono bianchi. Si pensa che i vortici siano strutture poco profonde, che raggiungono una profondità non superiore a diverse centinaia di chilometri. Posta nell'emisfero meridionale del pianeta, la Grande Macchia Rossa è il vortice più grande conosciuto nel sistema solare.
Su Giove avvengono tempeste potenti, sempre accompagnate da scariche di fulmini. Le tempeste si formano principalmente nelle bande e sono il risultato di moti convettivi dell'aria umida nell'atmosfera, che portano all'evaporazione e condensazione dell'acqua. Sono siti di intense correnti ascensionali che conducono alla formazione di nubi luminose e dense. I fulmini su Giove sono in media molto più potenti che quelli sulla Terra, tuttavia avvengono con minore frequenza e quindi complessivamente il livello medio della potenza luminosa emessa dai fulmini sui due pianeti è confrontabile.

## Struttura verticale

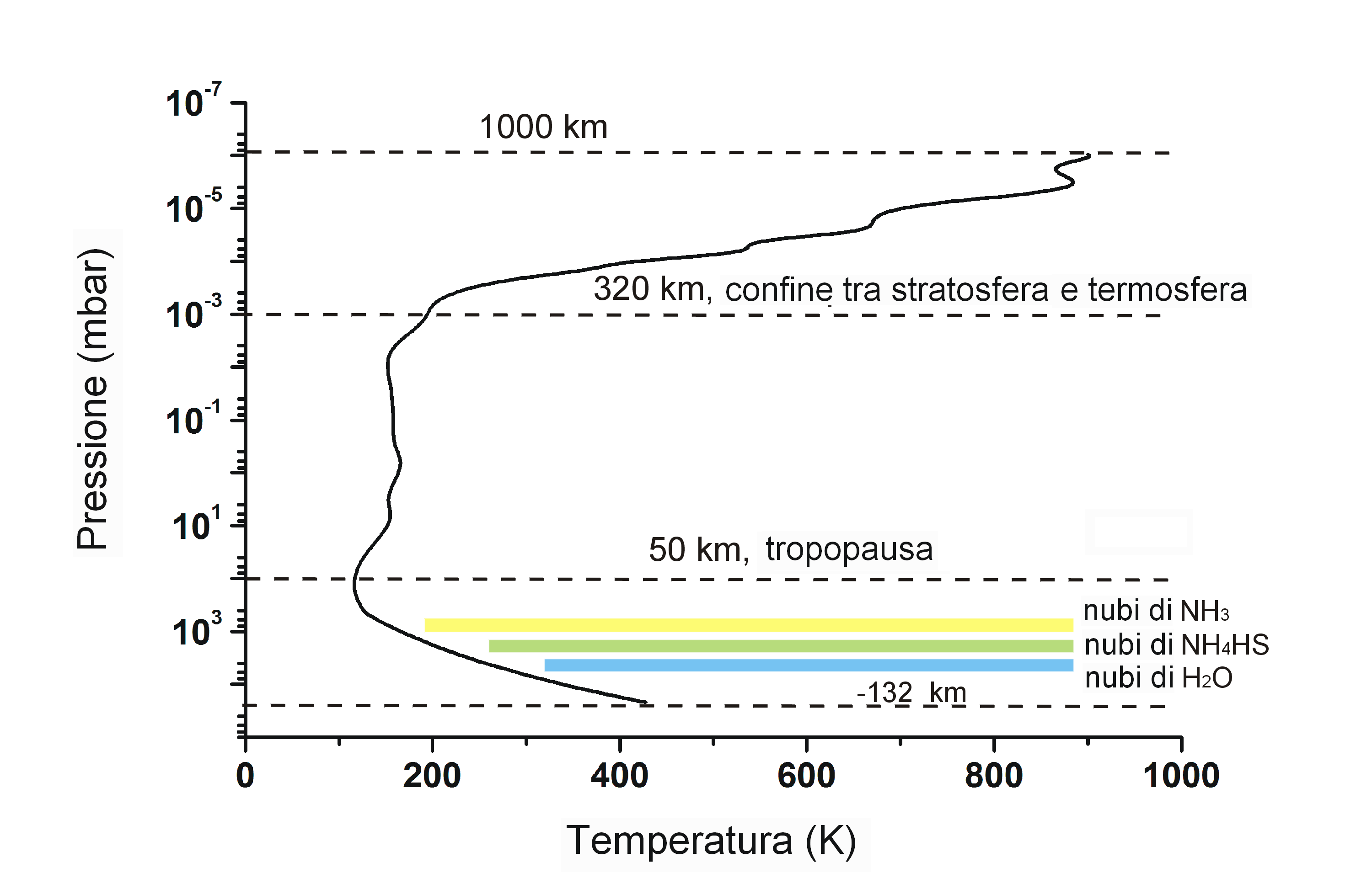
La struttura in verticale dell'atmosfera di Giove. Si notino le cadute di pressione con l'altitudine. La sonda atmosferica trasportata dalla sonda Galileo è giunta fino a −132 km prima di smettere di trasmettere. Lo zero altimetrico adottato è posto in corrispondenza del livello dove è raggiunta la pressione di 1 bar (10³ mbar).

L'atmosfera di Giove è suddivisa in quattro strati, che in ordine di altezza sono: la troposfera, stratosfera, la termosfera e l'esosfera. A differenza dell'atmosfera terrestre, Giove manca di una mesosfera. Giove non ha una superficie solida e lo strato atmosferico più basso, la troposfera, gradualmente transisce negli strati interni del pianeta. Ciò accade perché le condizioni di temperatura e pressione sono ben al di sopra del punto critico per l'idrogeno e l'elio, e quindi non c'è un confine netto tra la fase gassosa e la fase liquida.
Poiché il confine inferiore dell'atmosfera non è ben identificabile, è stato assunto come base della troposfera il livello a cui viene raggiunta una pressione di 10 bar, con una temperatura di circa 340 K e ad una profondità di circa 90 km dallo zero altimetrico, comunemente adottato nella letteratura scientifica in corrispondenza del livello dove è raggiunta la pressione di 1 bar. Allo zero altimetrico corrisponde inoltre quella che viene comunemente indicata come la "superficie" del pianeta, ovvero la sommità visibile delle nubi. Come anche nel caso della Terra, lo strato più alto dell'atmosfera, l'esosfera, non ha un confine superiore ben definito. La densità gradualmente diminuisce fino alla transizione con il mezzo interplanetario, approssimativamente a 5000 km dalla "superficie".
Le variazioni in verticale della temperature nell'atmosfera gioviana presentano un comportamento analogo a quello registrato nell'atmosfera della Terra. La temperatura della troposfera diminuisce linearmente finché non è raggiunta la tropopausa, il confine tra la troposfera e la stratosfera. Su Giove, la tropopausa si verifica approssimativamente a 50 km d'altezza dallo zero altimetrico. Al livello della tropopausa si registrano una temperatura di circa 110 K ed una pressione di 0,1 bar. Nella stratosfera, la temperatura aumenta e raggiunge circa 200 K alla transizione con la termosfera, ad un'altitudine di 320 km e ad una pressione di 1 μbar. Nella termosfera, la temperatura continua ad aumentare raggiungendo i 1000 K ad un'altitudine di 1000 km, dove si registra una pressione di circa 1 nbar.
La troposfera di Giove presenta una complicata struttura nuvolosa. Le nubi visibili, che si localizzano tra 0,7–1,0 bar di pressione, sono composte principalmente da ghiaccio di ammoniaca. Si ritiene che gli strati nuvolosi sottostanti siano composti invece da idrosolfuro di ammonio e solfuro di ammonio (tra 1,5–3 bar) ed acqua (3–7 bar). Non dovrebbero esserci, invece, nubi di metano, poiché le temperature sono troppo alte perché possa condensare. Le nubi di acqua formano lo strato nuvoloso più denso ed hanno l'influenza più forte sulla dinamica dell'atmosfera. Ciò deriva dalla maggiore abbondanza e dalla maggiore entalpia di condensazione dell'acqua rispetto all'ammoniaca e all'acido solfidrico (l'ossigeno è un elemento chimico più abbondante che non l'azoto o lo zolfo). Vari strati di foschia, sia nella troposfera (a 0,2 bar) sia nella stratosfera (a 10 mbar), sono presenti sopra lo strato nuvoloso. Quelli stratosferici si formano dalla condensazione di idrocarburi policiclici aromatici pesanti o di idrazina, generati nell'alta stratosfera (1–100 μbar) dall'interazione della radiazione ultravioletta (UV) solare con il metano. L'abbondanza del metano nella stratosfera relativa a quella dell'idrogeno molecolare è di circa 10−4, mentre quella di altri idrocarburi leggeri, come etano e acetilene, sempre relativamente a quella dell'idrogeno molecolare, è di circa 10−6.
La termosfera di Giove è caratterizzata da una pressione inferiore ad 1 μbar e manifesta fenomeni come airglow, aurore polari ed emissioni di raggi X . All'interno di essa sono presenti quegli strati con una maggiore densità di elettroni e ioni che costituiscono la ionosfera del pianeta. Le alte temperature che si registrano nella termosfera (800–1000 K) non sono state ancora pienamente spiegate; i modelli esistenti prevedono infatti temperature non superiori ai 400 K. Il riscaldamento aggiuntivo potrebbe derivare da un maggiore assorbimento di radiazione solare altamente energetica (UV o raggi X), dalla precipitazione di particelle cariche della magnetosfera gioviana sul pianeta oppure dalla dissipazione di onde gravitazionali propagantesi dall'interno del pianeta. La termosfera e l'esosfera gioviane manifestano emissioni di raggi X sia ai poli, sia a basse latitudini, osservate per la prima volta nel 1983 dall'Einstein Observatory. Le particelle magnetiche provenienti dalla magnetosfera gioviana generano aurore luminose intorno ai poli, ma a differenze delle analoghe terrestri, che si manifestano soltanto durante le tempeste magnetiche, le aurore sono fenomeni costanti dell'atmosfera gioviana. La termosfera di Giove è stato il primo posto al di fuori della Terra dove è stato scoperto il catione idrogenonio (H3+). Questo ione è responsabile di forti emissioni nel medio infrarosso, a lunghezze d'onda comprese fra 3 e 5 µm, ed è il principale elemento raffreddante della termosfera.

## Composizione chimica
| Rapporti isotopici su Giove e sul Sole | Rapporti isotopici su Giove e sul Sole | Rapporti isotopici su Giove e sul Sole | Rapporti isotopici su Giove e sul Sole |
| -------------------------------------- | -------------------------------------- | -------------------------------------- | -------------------------------------- |
| Rapporto                               | Sole                                   | Giove                                  |                                        |
| 13C/12C                                | 0,11                                   | 0,0108 ± 0,0005                        |                                        |
| 15N/14N                                | <2,8 × 10−3                            | 2,3 ± 0,3 × 10−3 (0,08–2,8 bar)        |                                        |
| 36Ar/38Ar                              | 5,77 ± 0,08                            | 5,6 ± 0,25                             |                                        |
| 20Ne/22Ne                              | 13,81 ± 0,08                           | 13 ± 2                                 |                                        |
| ³He/4He                                | 1,5 ± 0,3 × 10−4                       | 1,66 ± 0,05 × 10−4                     |                                        |
| D/H                                    | 3,0 ± 0,17 × 10−5                      | 2,25 ± 0,35 × 10−5                     |                                        |

| Abbondanza degli elementi relativa all'idrogeno su Giove e nel Sole | Abbondanza degli elementi relativa all'idrogeno su Giove e nel Sole | Abbondanza degli elementi relativa all'idrogeno su Giove e nel Sole | Abbondanza degli elementi relativa all'idrogeno su Giove e nel Sole |
| ------------------------------------------------------------------- | ------------------------------------------------------------------- | ------------------------------------------------------------------- | ------------------------------------------------------------------- |
| Elemento                                                            | Sole                                                                | Giove/Sole                                                          |                                                                     |
| He/H                                                                | 0,0975                                                              | 0,807 ± 0,02                                                        |                                                                     |
| Ne/H                                                                | 1,23 × 10−4                                                         | 0,10 ± 0,01                                                         |                                                                     |
| Ar/H                                                                | 3,62 × 10−6                                                         | 2,5 ± 0,5                                                           |                                                                     |
| Kr/H                                                                | 1,61 × 10−9                                                         | 2,7 ± 0,5                                                           |                                                                     |
| Xe/H                                                                | 1,68 × 10−10                                                        | 2,6 ± 0,5                                                           |                                                                     |
| C/H                                                                 | 3,62 × 10−4                                                         | 2,9 ± 0,5                                                           |                                                                     |
| N/H                                                                 | 1,12 × 10−4                                                         | 3,6 ± 0,5 (8 bar) 3,2 ± 1,4 (9–12 bar)                              |                                                                     |
| O/H                                                                 | 8,51 × 10−4                                                         | 0,033 ± 0,015 (12 bar) 0,19–0,58 (19 bar)                           |                                                                     |
| P/H                                                                 | 3,73 × 10−7                                                         | 0,82                                                                |                                                                     |
| S/H                                                                 | 1,62 × 10−45                                                        | 2,5 ± 0,15                                                          |                                                                     |

La composizione dell'atmosfera gioviana è simile a quella di tutto il pianeta. L'atmosfera di Giove è quella che è stata complessivamente meglio compresa tra quelle dei giganti gassosi, perché è stata osservata direttamente dalla sonda atmosferica della missione  Galileo  quando penetrò nell'atmosfera del pianeta il 7 dicembre 1995. Altre fonti di informazione sulla composizione dell'atmosfera sono stati l'Infrared Space Observatory (ISO), le sonde Galileo e Cassini e le osservazioni dalla Terra.
I due principali costituenti dell'atmosfera di Giove sono l'idrogeno molecolare (H2) e l'elio. L'abbondanza dell'elio è 0,157 ± 0,0036 relativamente all'idrogeno molecolare per numero di molecole e la sua frazione di massa è 0,234 ± 0,005, leggermente inferiore al valore primordiale per il Sistema solare. La ragione di questa "mancanza" non è stata ancora pienamente compresa, ma, essendo più denso dell'idrogeno, la parte di elio mancante potrebbe essere condensata nel nucleo del pianeta.
Nell'atmosfera sono presenti vari composti semplici quali acqua, metano (CH4), acido solfidrico (H2S), ammoniaca (NH3) e fosfina (PH3). La loro abbondanza nella profonda troposfera (sotto i 10 bar) implica che l'atmosfera di Giove è arricchita di carbonio, azoto, zolfo e probabilmente ossigeno di un fattore compreso tra 2 e 4 rispetto al Sole. Anche i gas nobili argon, kripton e xeno sembrano essere sovrabbondanti rispetto alla composizione del Sole (guarda la tabella a lato), mentre il neon è meno abbondante. Altri composti chimici come l'arsina (AsH3) e l'idruro di germanio (GeH4) sono presenti in tracce. L'alta atmosfera contiene piccole quantità di idrocarburi semplici come l'etano, l'acetilene ed il diacetilene, che si formano dal metano sotto l'azione delle radiazioni ultraviolette solari e delle particelle cariche provenienti dalla magnetosfera gioviana. Si ritiene che l'anidride carbonica (CO2), il monossido di carbonio (CO) e l'acqua presenti nella parte superiore dell'atmosfera provengano dalle comete che sono cadute sul pianeta, come la cometa Shoemaker-Levy 9. L'acqua non può provenire dalla troposfera perché la tropopausa funziona come una trappola a freddo, impedendo all'acqua di salire nella stratosfera (guarda la sezione precedente).
Misurazioni dalla Terra e dallo spazio hanno migliorato la conoscenza dei rapporti isotopici nell'atmosfera gioviana. Al luglio del 2003, il valore riconosciuto per l'abbondanza del deuterio è 2,25 ± 0,35 × 10−5, che probabilmente corrisponde al valore primordiale riscontrabile nella nebulosa solare da cui si è originato il Sistema solare. Il rapporto tra gli isotopi dell'azoto nell'atmosfera gioviana, 15N su 14N, è 2,3 × 10−3, un terzo più basso di quello riscontrato nell'atmosfera terrestre (3,5 × 10−3). Quest'ultima scoperta è particolarmente significativa perché le teorie sull'origine ed evoluzione del sistema solare considerano il valore terrestre del rapporto tra gli isotopi dell'azoto prossimo al valore primordiale.

## Zone, bande e correnti a getto

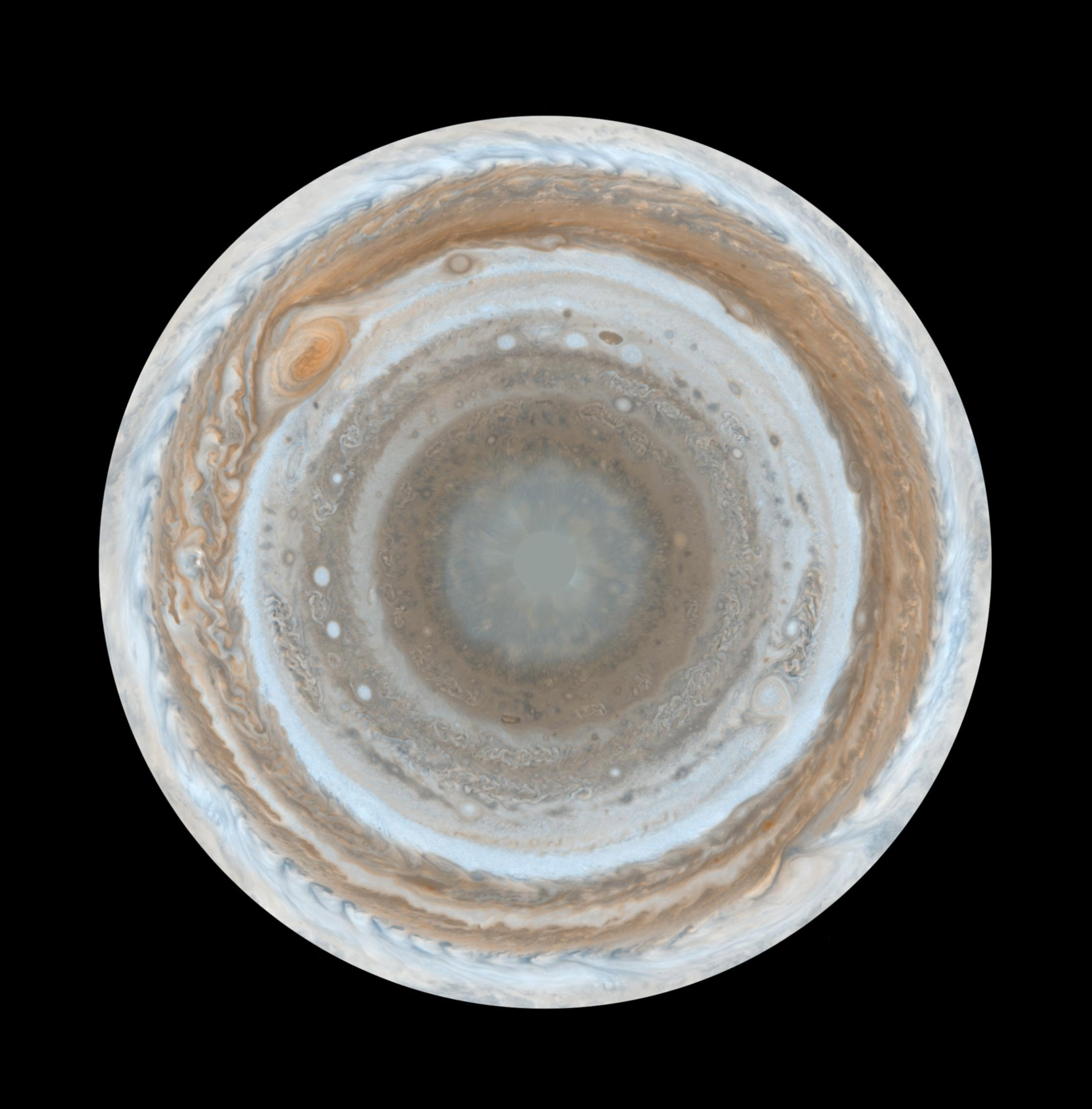
L'immagine più dettagliata mai prodotta dell'atmosfera di Giove è stata ripresa dalla sonda Cassini nel 2000.

La superficie visibile di Giove è divisa in numerose fasce parallele all'equatore. Queste sono di due tipi: le zone, più chiare, e le bande, più scure. L'ampia zona equatoriale (EZ) si estende tra le latitudini 7° S e 7° N, circa. Sopra e sotto di essa, ci sono la banda equatoriale nord (NEB) e la banda equatoriale sud (SEB) che raggiungono i 18° N e 18° S rispettivamente. Più distanti dall'equatore, ci sono le bande tropicali nord e sud (rispettivamente, NTrZ e STrZ). L'alternanza di bande e zone prosegue fino alle regioni polari, interrompendosi approssimativamente a 50° di latitudine, dove l'aspetto visibile appare in qualche modo mutato. La struttura alternante basilare invece si estende probabilmente fino ai poli, raggiungendo almeno gli 80° Nord e Sud.
La differenza nell'aspetto tra zone e bande è causata dalla differente opacità delle nuvole che le compongono.
La concentrazione dell'ammoniaca è più alta nelle zone e ciò conduce alla formazione di nubi più dense di ghiaccio di ammoniaca alle alte altitudini, che determina il loro colore più chiaro. Di contro, nelle bande le nubi sono più sottili e si trovano ad altitudini inferiori. L'alta troposfera è più fredda in corrispondenza delle zone e più calda in corrispondenza delle bande. L'esatta natura delle reazioni chimiche che fanno le zone e le bande gioviane così colorate è ancora sconosciuta, ma potrebbero parteciparvi composti elaborati dello zolfo, del fosforo e del carbonio.

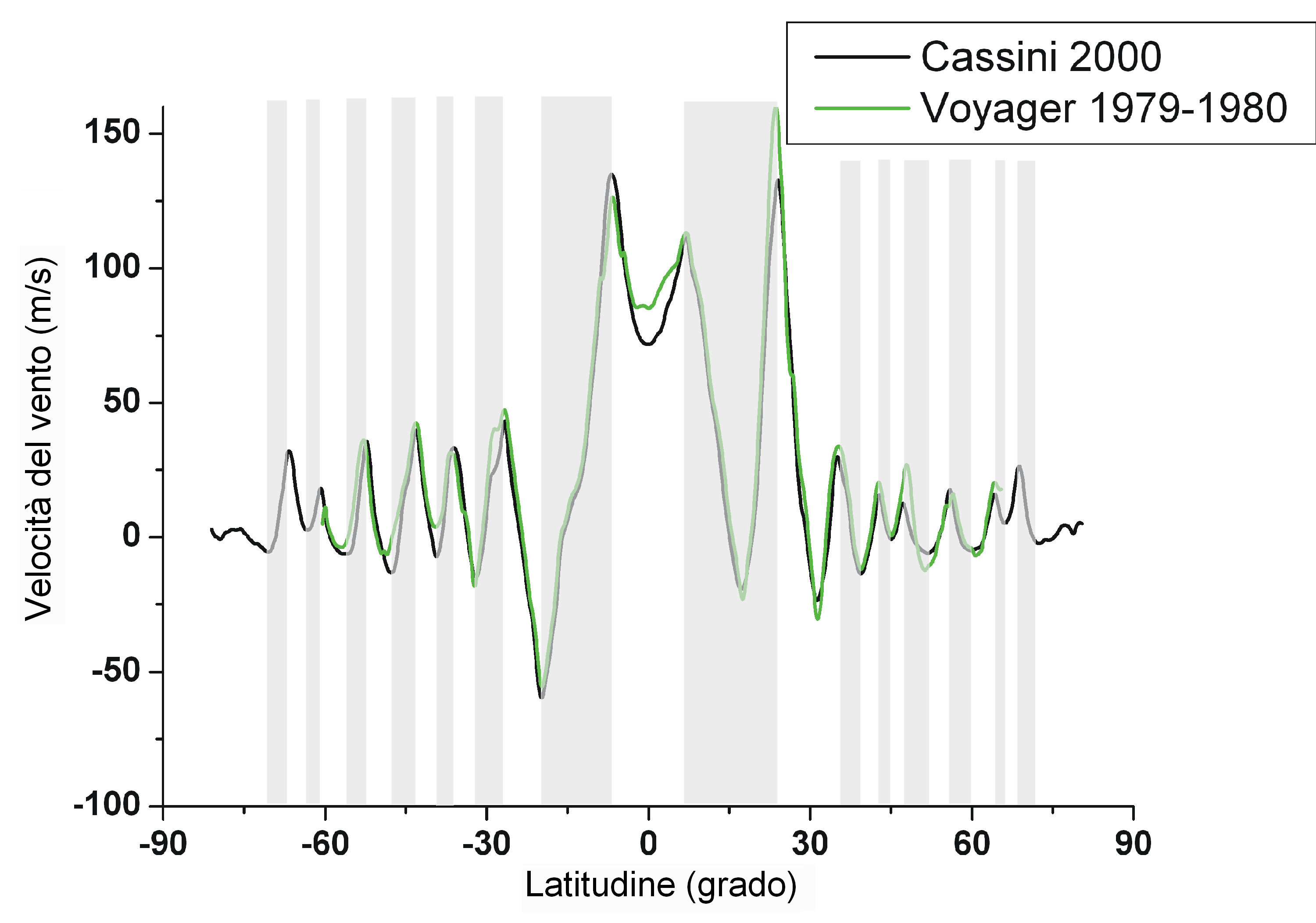
Velocità dei venti zonali nell'atmosfera di Giove.

Le bande gioviane sono confinate da flussi atmosferici zonali (venti) chiamati "correnti a getto" (jet streams). Allontanandosi dall'equatore, le correnti a getto retrograde, dirette da est ad ovest, segnano la transizione tra le zone e le bande; mentre quelle prograde, dirette da ovest ad est, segnano la transizione tra le bande e le zone. Questa configurazione dei venti significa che i venti zonali diminuiscono di intensità nelle bande ed aumentano nelle zone, dall'equatore ai poli. Quindi, lo wind shear nelle bande è ciclonico ed anticiclonico nelle zone. La zona equatoriale rappresenta un'eccezione a questa regola dal momento che è percorsa da forti venti diretti da ovest ad est (progradi) e presenta un minimo locale della velocità del vento esattamente all'equatore. La velocità delle correnti a getto è molto alta, superiore a 100 m/s, e corrisponde alle nuvole di ammoniaca localizzate ad una pressione compresa tra 0,7–1 bar. Le correnti a getto prograde sono generalmente più potenti che non quelle retrograde. La loro estensione verticale non è ancora nota: decadono in due o tre volte la costante di scala per le altezze  sopra le nuvole, mentre al di sotto del livello delle nubi, la velocità dei venti aumenta leggermente e rimane poi costante fino al livello in cui si registrano 22 bar di pressione, la massima profondità operativa raggiunta dalla sonda atmosferica della missione Galileo.
L'origine della struttura a fasce di Giove non è completamente chiara. L'interpretazione più semplice è che nelle zone avvengano moti ascensionali, mentre nelle fasce avvengano moti discensionali. Quando aria ricca di ammoniaca sale nelle zone, si espande e si raffredda, formando alte e dense nuvole. Nella bande l'aria discende, scaldandosi adiabaticamente, ed evaporano le nubi candide di ammoniaca, rivelando le nubi sottostanti, più scure. La posizione e ampiezza della bande e la velocità e la posizione dei jet sono notevolmente stabili, con rari cambiamenti registrati tra il 1980 ed il 2000. Un esempio di questi cambiamenti è la leggera diminuzione della velocità del jet diretto da ovest ad est posizionato al confine tra la zona tropicale nord e le fasce temperate nord, a 23°N. Le bande, comunque, variano in colorazione ed intensità nel tempo. (vedi sotto)

### Fasce principali

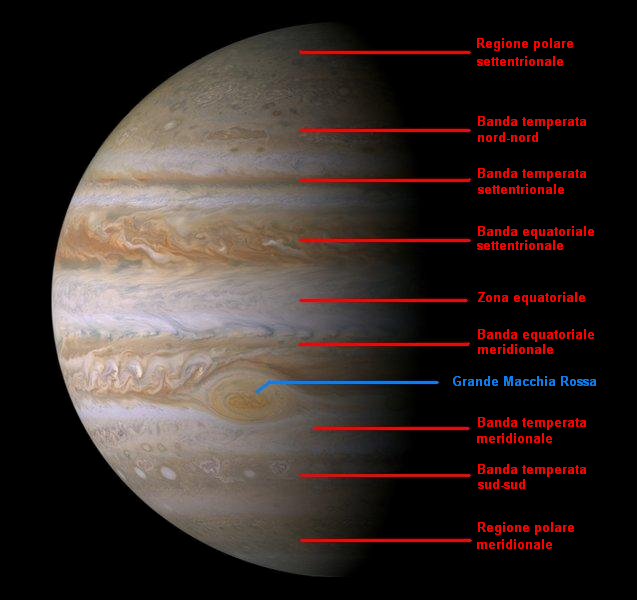
Immagine di Giove ripresa dalla sonda Cassini. Sono indicate le principali bande, la Zona equatoriale e la Grande Macchia Rossa.

Le bande e le zone che suddividono l'atmosfera gioviana hanno caratteristiche uniche. Ad ognuna di esse è stato assegnato un nome identificativo. Le ampie zone indistinte grigio-blu in prossimità dei poli, apparentemente senza caratteristiche distinguibili, sono state chiamate regione polare settentrionale (North Polar Region, NPR) e regione polare meridionale (South Polar Region, SPR). Esse si estendono dai poli a circa 40–48° N e S.
La regione temperata nord-nord raramente mostra un maggior numero di dettagli rispetto alle regioni polari, a causa dell'oscuramento al bordo, della linea di vista dalla Terra (che conduce ad una rappresentazione di scorcio della superficie) e della generale diffusività di tali dettagli. Detto ciò, la banda temperata nord-nord (North North Temperate Belt, NNTB) è la banda più settentrionale a poter essere distinta, anche se occasionalmente "scompare". I disturbi tendono ad essere minori e di breve durata. La zona temperata nord-nord (North North Temperate Zone, NNTZ) è forse più di rilievo, ma anch'essa generalmente tranquilla. Occasionalmente sono state osservate altre bande e zone minori nella regione.
La regione temperata settentrionale è a latitudini facilmente osservabili dalla Terra ed è stata, quindi, oggetto di un grande numero di osservazioni. Manifesta la corrente a getto prograda più forte sul pianeta — una corrente diretta da est ad ovest che delimita meridionalmente la banda temperata settentrionale (North Temperate Belt, NTB). La banda temperata settentrionale sbiadisce approssimativamente una volta ogni dieci anni (è ciò che è accaduto durante i sorvoli delle sonde Voyager), lasciando apparentemente fondere la zona temperata settentrionale (North Temperate Zone, NTZ) con la zona tropicale settentrionale (North Tropical Zone, NTrZ). In altre occasioni, la zona temperata settentrionale è divisa in due componenti da una sottile banda.
La regione tropicale settentrionale comprende la già citata zona tropicale settentrionale e la banda equatoriale settentrionale (North Equatorial Belt, NEB). La zona tropicale settentrionale è generalmente stabile nella sua colorazione, cambiando nella gradazione soltanto in modo accoppiato all'attività della corrente a getto meridionale della banda temperata settentrionale (NTB). Come la zona temperata settentrionale, anch'essa è a volte divisa in due da una banda sottile, la banda tropicale settentrionale (North Tropical Band, NTrB). In rare occasioni, la componente meridionale della NTrZ che così è venuta a formarsi ospita "piccole macchie rosse". Come il nome suggerisce, sono equivalenti settentrionali della Grande Macchia Rossa, ma a differenza di questa, si manifestano in coppia e sono sempre di breve durata (un anno, in media). Una di esse era presente durante il sorvolo del pianeta della sonda Pioneer 10.

Zone, bande e vortici su Giove. L'ampia zona equatoriale è visibile al centro, a cavallo dell'equatore, cinta dalle due bande equatoriali (SEB e NEB) più scure. I grandi ed irregolari "hot spots" di colore blu-grigiastro sul limite superiore della candida zona equatoriale cambiano nel corso del tempo mentre procedono verso est. La Grande Macchia Rossa appare al limite inferiore della SEB (banda equatoriale meridionale). Attorno agli ovali dell'emisfero settentrionale ruotano piccole tempeste filamentose. Nelle regioni turbolente compaiono rapidamente ed in modo casuale piccole strutture molto luminose, possibili sedi di tempeste accompagnate da fulmini. La struttura più piccola visibile all'equatore è di circa 600 km. Questa animazione è costituita da 14 scatti e copre 24 giorni gioviani, circa 10 giorni terrestri. La rotazione è accelerata di circa 600 000 volte.

La banda equatoriale settentrionale (NEB) è una della più attive del pianeta. È caratterizzata da bianchi ovali anticiclonici e da ovali bruni ciclonici, con i primi che si formano in generale più a nord degli altri; come nella zona tropicale settentrionale, la maggior parte di queste caratteristiche hanno una durata relativamente breve. Come la banda equatoriale meridionale (South Equatorial Belt, SEB), la NEB è drammaticamente scolorita per poi riprendersi. La scala temporale di questi cambiamenti e di circa 25 anni.
La regione equatoriale è una delle più stabili del pianeta, in ampiezza (misurata in angoli di latitudine) e in attività. La regione è occupata interamente dalla zona equatoriale (Equatorial Zone, EZ). Il limite settentrionale della zona è sede di spettacolari pennacchi che si spostano verso sud dalla NEB, confinati da strutture scure e calde (nell'infrarosso) conosciute come festoni (hot spots). Sebbene il confine meridionale della zona equatoriale sia abitualmente quiescente, le registrazioni delle osservazioni del tardo Ottocento e dei primi del Novecento riportano che allora accadeva esattamente l'opposto rispetto ad oggi. La zona equatoriale varia considerevolmente nella colorazione, da tinte pastello all'ocra, fino al rame. Occasionalmente può apparire divisa da una banda equatoriale (Equatorial Band, EB). Le strutture nella zona equatoriale si muovono all'incirca a 390 km/h rispetto alle altre latitudini.
La regione tropicale meridionale comprende la banda equatoriale meridionale e la zona tropicale meridionale (South Tropical Zone, NTrZ). È di gran lunga la più attiva del pianeta, ospitando le correnti a getto retrograde più forti. La banda equatoriale meridionale è abitualmente la banda più ampia e più scura di Giove; tuttavia, a volte è divisa in due da una zona (South Equatorial Belt Zone, SEBZ) e può affievolirsi interamente durante un ciclo di recupero della SEB. Un'altra caratteristica interessante della banda equatoriale meridionale è un lungo treno di disturbi ciclonici che segue la Grande Macchia Rossa. Simile alla zona tropicale settentrionale, la zona tropicale meridionale è una delle zone più significative del pianeta: non solo ospita la Grande Macchia Rossa, ma è occasionalmente percorsa da un disturbo tropicale meridionale (South Tropical Disturbance, STrD), che comporta la divisione della zona e che può durare per molto tempo. Il più famoso è iniziato nel 1901 e terminato nel 1939.

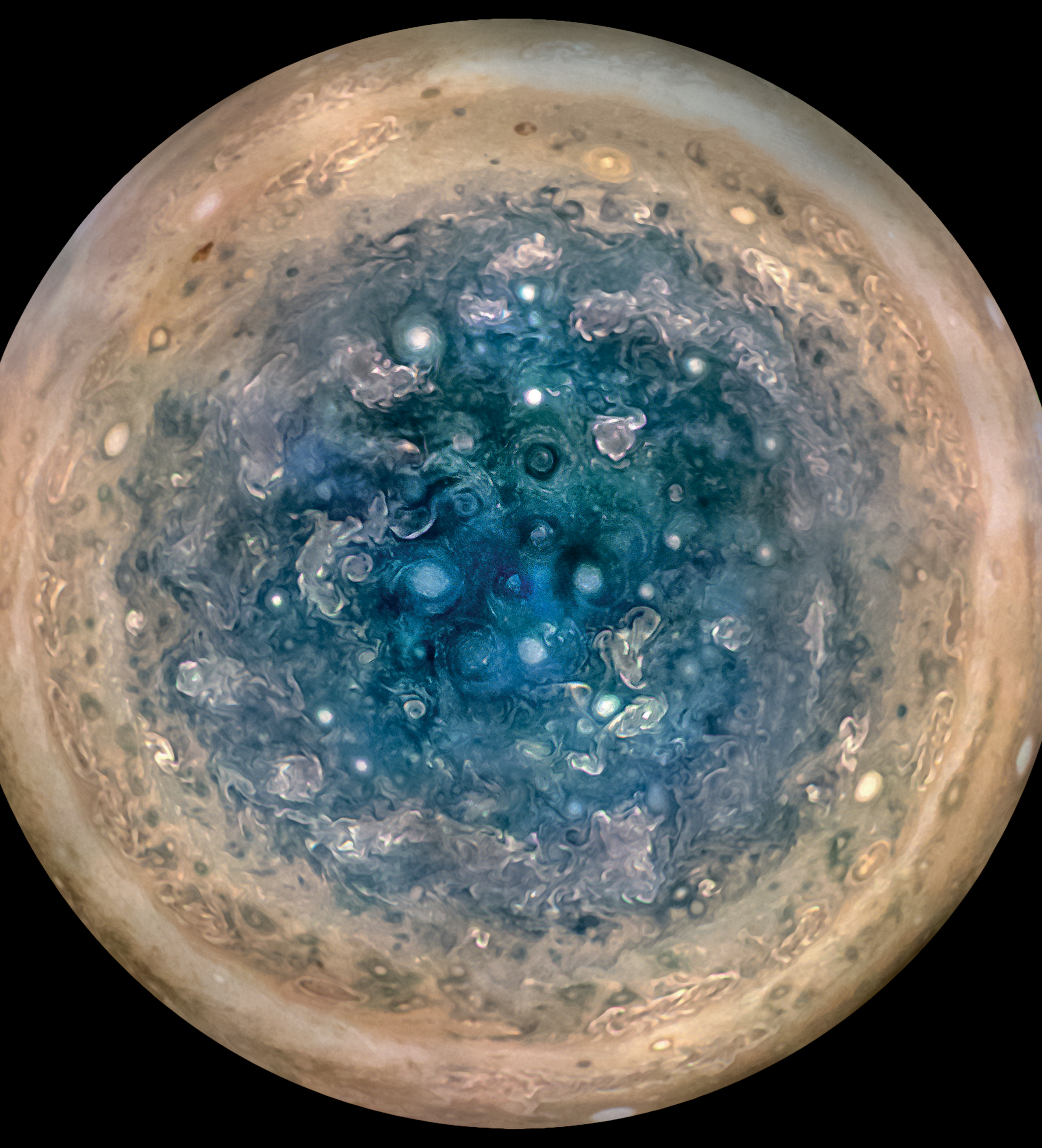
Le tempeste presenti nella regione polare meridionale riprese nel visibile dalla sonda Juno della NASA.

La regione temperata meridionale è occupata principalmente dalla banda temperata meridionale (South Temperate Belt, STB), un'altra banda scura e di rilievo, più significativa della banda temperata settentrionale
(NTB). Fino al marzo 2000 le strutture più importanti ospitate nella fascia erano gli ovali bianchi BC, DE ed FA, che hanno manifestato una lunga durata prima di fondersi nell'Ovale BA (Oval BA) o Piccola Macchia Rossa. Gli ovali erano in realtà strutture nate e appartenenti alla zona temperata meridionale (South Temperate Zone, STZ), ma si estendevano nella STB, bloccandola parzialmente. La banda temperata meridionale si è affievolita occasionalmente, all'apparenza a causa di complesse interazioni tra gli ovali bianchi e la Grande Macchia Rossa. L'aspetto della zona temperata meridionale è altamente variabile.
Ci sono numerose altre strutture su Giove che sono o temporanee o di difficile osservazione dalla Terra. La regione temperata Sud Sud (South South Temperate Belt, STB) presenta difficoltà maggiori perfino della NNTR: i suoi dettagli sono sottili e possono essere studiato soltanto con grandi telescopi o da sonde nello spazio. Molte zone e bande hanno un carattere transitorio e non sempre sono visibili. Tra queste, la già citata banda equatoriale; la North Equatorial belt zone (una zona Bianca all'interno della banda equatoriale settentrionale) (NEBZ) e la South Equatorial belt zone (SEBZ). Le bande vengono anche occasionalmente interrotte da disturbi improvvisi. Quando un disturbo divide una banda o una zona normalmente unitaria, le due componenti sono distinte riferendocisi ad esse come alla componente settentrionale (aggiungendo una N) e a quella meridionale (aggiungendo una S), ad esempio, NEB(N) e NEB(S).

## Dinamiche
La circolazione atmosferica su Giove è marcatamente differente da quella sulla Terra. Gli strati interni di Giove sono fluidi e manca una superficie solida. I moti convettivi, quindi, possono interessare tutto l'involucro esterno del pianeta. Al 2008, non è ancora stata sviluppata una teoria in grado di spiegare la dinamica dell'atmosfera gioviana. Ad una tale teoria sarebbe chiesto di spiegare principalmente i seguenti fenomeni: l'esistenza di bande sottili e stabili e di correnti a getto simmetriche rispetto all'equatore; la corrente a getto prograda di notevole intensità presente all'equatore; la differenza tra le zone e le bande; l'origine dei grandi vortici, come la Grande Macchia Rossa.
Le teorie esistenti della dinamica dell'atmosfera gioviana possono essere grosso modo divise in due classi:
- la prima sostiene che la circolazione osservabile dall'esterno sia confinata ad un sottile strato esterno del pianeta, che sovrasta strati interni più stabili; in inglese i modelli che si rifanno a questa ipotesi vengono indicati come shallow models, dove shallow significa "poco profondo" - in italiano non esiste un termine corrispondente e potremmo chiamare questi modelli superficiali.
- la seconda postula che i flussi atmosferici osservabili siano solo una manifestazione superficiale di una circolazione profondamente radicata nel mantello esterno di idrogeno molecolare; in inglese i modelli che si rifanno a questa ipotesi vengono indicati come deep models, dove deep significa "profondo".

Poiché entrambe le teorie hanno i loro pregi e difetti, molti studiosi planetari ritengono in realtà che la teoria che alla fine riuscirà a spiegare l'atmosfera gioviana conterrà elementi di entrambi i modelli.

### Modelli superficiali

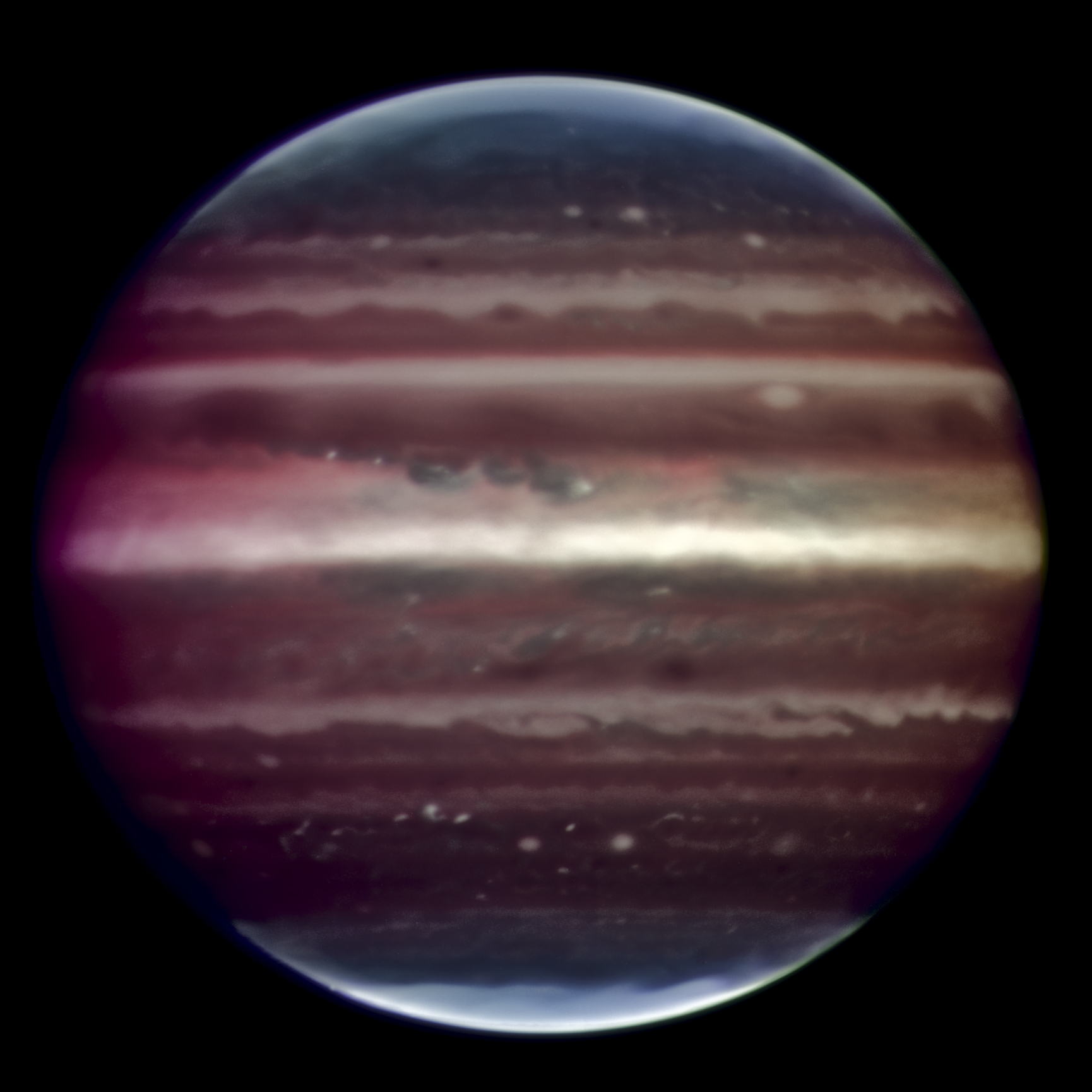
Un'immagine negli infrarossi dell'atmosfera gioviana ripresa dal Very Large Telescope dell'ESO.

I primi tentativi di spiegare la dinamica dell'atmosfera gioviana furono condotti negli anni sessanta del Novecento. Erano basati parzialmente sulla meteorologia terrestre, che allora aveva raggiunto un buono sviluppo. I modelli superficiali assumono che le correnti a getto su Giove siano guidate da fenomeni turbolenti di piccola scala, sostenuti a loro volta dai moti convettivi dell'aria umida nello strato esterno dell'atmosfera (sopra le nuvole di vapore acqueo). La convezione dell'aria umida è un fenomeno correlato all'evaporazione e condensazione dell'acqua ed è uno dei principali motori dei fenomeni meteorologici terrestri. La generazione di correnti a getto in questo modello è correlata ad una proprietà ben nota della turbolenza bidimensionale, la cosiddetta cascata inversa, in cui piccole strutture turbolente (vortici) si fondono per formarne di più grandi. Le dimensioni maggiori delle strutture finali sono limitate dalle dimensioni del pianeta e non possono essere superiori ad una dimensione caratteristica, che per Giove è chiamata scala di Rhines. La sua esistenza è connessa con la generazione di onde di Rossby. Quando le strutture turbolente più grandi raggiungono una certa dimensione, ogni altro incremento di energia viene disperso sotto forma di onde di Rossby, la struttura cessa di crescere e la cascata inversa si interrompe. Poiché la relazione di dispersione delle onde di Rossby per un pianeta sferico rapidamente rotante è anisotropa, la scala di Rhines nella direzione parallela all'equatore è maggiore che nella direzione perpendicolare ad esso. Il risultato finale del processo descritto è la creazione di strutture allungate e di grandi dimensioni, parallele all'equatore. L'estensione meridionale di queste strutture sembra concordare con la larghezza delle correnti a getto. Quindi, nei modelli superficiali i vortici alimentano le correnti a getto e dovrebbero scomparire fondendosi con esse.
I modelli superficiali che prevedono un solo strato in cui sono localizzati i fenomeni meteorologici presentano seri problemi, sebbene possano spiegare con successo l'esistenza di una dozzina di strette correnti a getto. Un fallimento lampante del modello è la corrente a getto equatoriale prograda (super rotante): con rare eccezioni, i modelli superficiali producono una forte corrente a getto retrograda (sub-rotante), contraria a quanto osservato. In aggiunta, le correnti a getto tendono ad essere instabili e possono scomparire nel tempo. I modelli superficiali non possono spiegare perché i flussi atmosferici su Giove violino i criteri di stabilità. Versioni più elaborate di modelli che prevedono più strati in cui localizzare i fenomeni meteorologici producono una circolazione più stabile, ma molti problemi persistono.
Quando l'esplorazione diretta dell'atmosfera di Giove della sonda Galileo rivelò che i venti si estendono anche al di sotto delle nubi di vapore acqueo, localizzate a 5-7 bar di pressione, e che non mostrano alcuna intenzione di affievolirsi neppure a 22 bar di pressione, apparve evidente che la circolazione nell'atmosfera gioviana potesse in effetti essere profonda.

### Modelli profondi

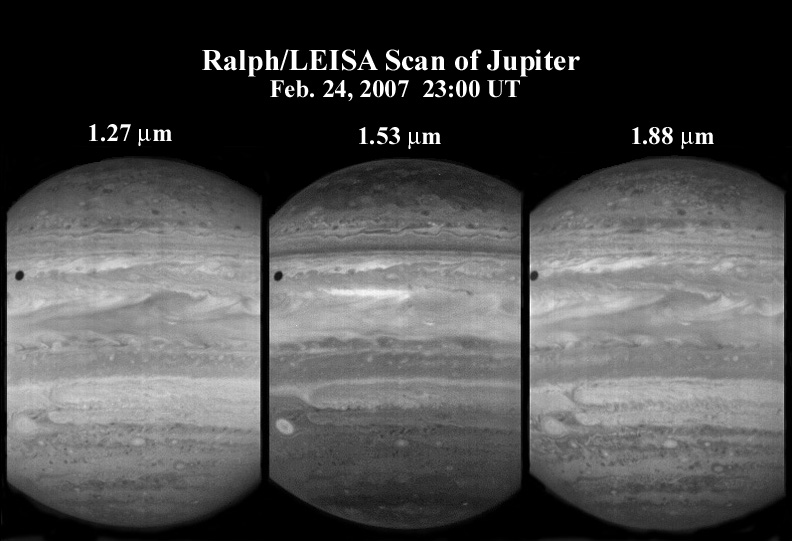
La sonda New Horizons ha ripreso, il 24 febbraio 2007, questa serie di immagini a diverse lunghezze d'onda nella banda dell'infrarosso dell'atmosfera gioviana.

Il modello profondo fu proposto per la prima volta da Friedrich H. Busse nel 1976. Il suo modello è basato su un importante teorema della Meccanica dei fluidi, il teorema di Taylor-Proudman. Il teorema afferma che in un sistema velocemente rotante, costituito da liquido ideale e barotropico (la cui pressione dipende cioè dalla sola densità), il flusso è organizzato in una serie di cilindri paralleli all'asse di rotazione. Probabilmente i fluidi che costituiscono l'interno di Giove soddisfano le ipotesi del teorema. Il mantello di idrogeno molecolare del pianeta è quindi organizzato in una serie di cilindri, ognuno dei quali caratterizzato da una circolazione indipendente dagli altri. Le correnti a getto corrispondono alle latitudine a cui i bordi dei cilindri intersecano la superficie visibile del pianeta; i cilindri stessi sono visibili come zone e bande.
Il modello profondo spiega agevolmente la forte corrente a getto prograda osservata all'equatore del pianeta; le correnti a getto che vengono così generate sono stabili e non devono soddisfare i criteri di stabilità bidimensionale. Presenta tuttavia delle difficoltà: il numero delle correnti a getto teorico è inferiore a quello delle correnti effettivamente osservate e simulazioni tridimensionali complete del flusso non sono realizzabili al 2008 - ciò implica che il modello semplificato che viene utilizzato nelle simulazioni potrebbe non essere in grado di cogliere aspetti importanti della fluidodinamica del problema. Tuttavia un modello pubblicato nel 2004 è riuscito a riprodurre la struttura delle correnti a getto e delle bande, assumendo che il mantello di idrogeno molecolare sia più sottile rispetto a quanto riportato dagli altri modelli presenti in letteratura: il 10% del raggio gioviano, rispetto al 20-30% degli altri modelli. Il motore che fornisce l'energia per la circolazione profonda è un altro problema. Infatti, i flussi profondi potrebbero essere causati sia da forze poco profonde (ad esempio la convezione umida) oppure da moti convettivi che interessano tutto il pianeta e che trasportato all'esterno il calore generato all'interno. Ancora non è chiaro quale dei due meccanismi sia più importante.

### Calore endogeno

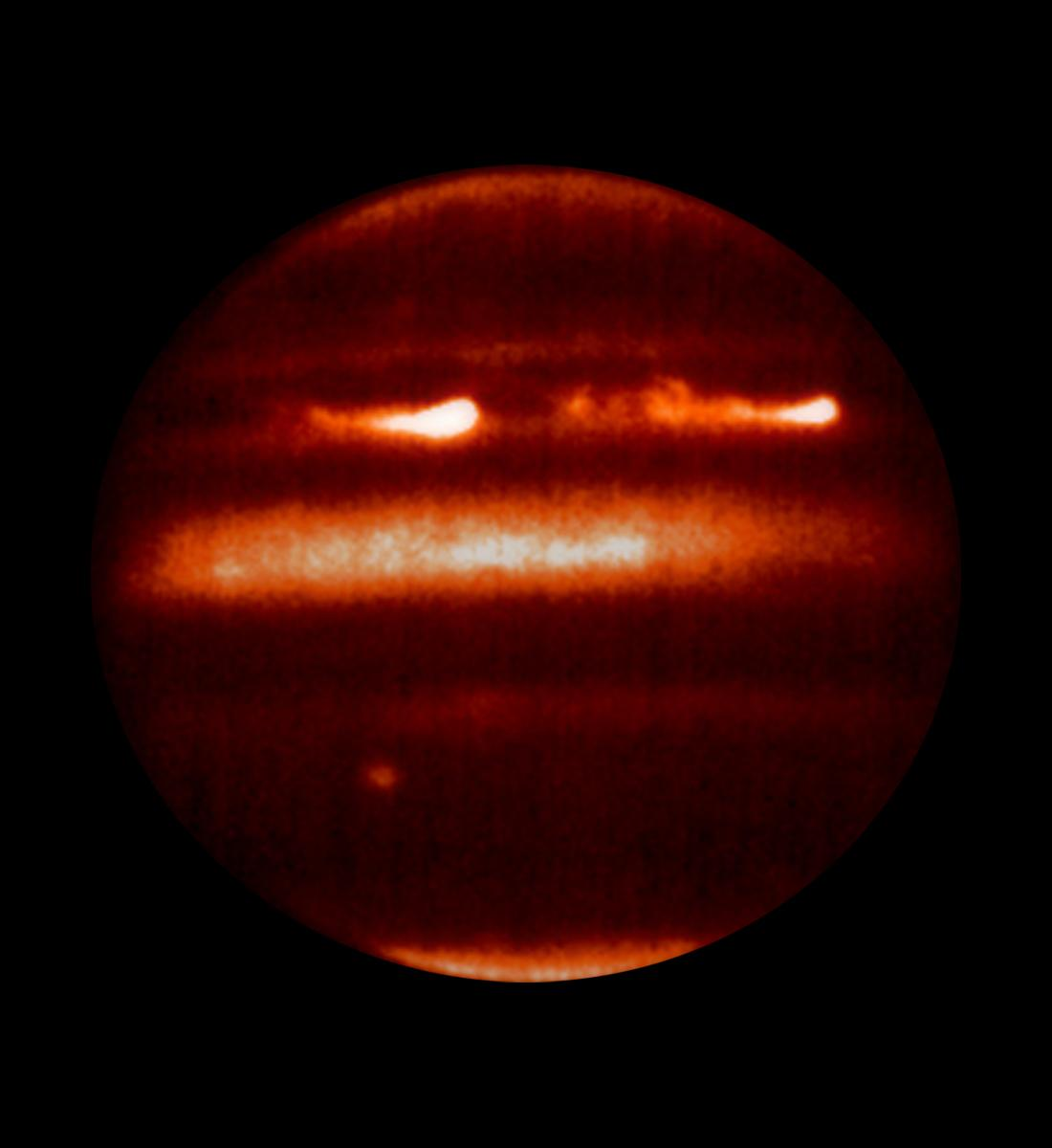
Termografia di Giove ottenuta dalla Infrared Telescope Facility della NASA.

È noto dal 1966 che Giove irradia una quantità di calore maggiore di quella che riceve dal Sole, con un rapporto tra la potenza emessa dal pianeta e quella assorbita dalla radiazione solare stimato in 1,67 ± 0,09. Il flusso di calore proveniente dall'interno di Giove è 5,44 ± 0,43 W m−2, mentre la potenza complessiva emessa è di 3,35 ± 0,26 × 1017 W; quest'ultimo valore è approssimativamente equivalente ad un miliardesimo dell'energia complessiva irradiata dal Sole in un secondo. Questo calore è principalmente un relitto del calore primordiale residuato dalla formazione del pianeta, anche se alcuni studi sembrano indicare che sia il risultato, almeno in parte, della precipitazione dell'elio verso il nucleo planetario.
Il calore interno rivestirebbe un'importanza basilare per le dinamiche dell'atmosfera gioviana. Infatti, nonostante il pianeta possieda un'inclinazione assiale di appena 3°, ed i poli ricevano un'insolazione inferiore rispetto a quella presente all'equatore, le temperature rilevate alla troposfera non sembrano differire sostanzialmente tra la regione polare e quella equatoriale. Una possibile spiegazione è che i moti convettivi presenti all'interno del pianeta, innescati dal calore endogeno, agiscano da "termostato", rilasciando una maggiore quantità di calore ai poli che non all'equatore, determinando questa "omogeneità" nella temperatura troposferica. Dunque, mentre nell'atmosfera terrestre il calore viene trasportato tramite la circolazione atmosferica, su Giove lo stesso ruolo viene adempiuto dalla convezione profonda.

## Strutture estranee all'alternanza delle bande e delle zone

### I vortici

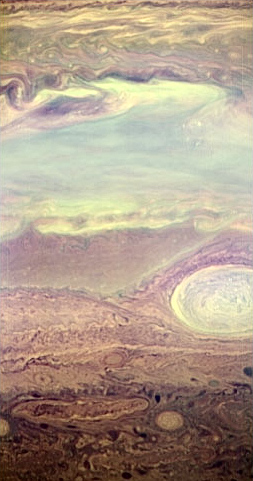
Immagine nell'infrarosso dell'atmosfera di Giove ripresa dalla sonda New Horizons.

L'atmosfera di Giove ospita centinaia di vortici – strutture rotanti circolari che, come nell'atmosfera della Terra, possono essere divisi in due classi: cicloni ed anticicloni; i primi ruotano nel verso di rotazione del pianeta (antiorario nell'emisfero settentrionale ed orario in quello meridionale), mentre i secondi nel verso opposto. Una delle principali differenze dall'atmosfera terrestre è che su Giove gli anticicloni dominano numericamente sui cicloni, dal momento che il 90% dei vortici con un diametro superiore ai 2000 km sono anticicloni. La durata dei vortici varia da diversi giorni a centinaia di anni in base alle dimensioni: per esempio, la durata media di anticicloni con diametri compresi tra i 1000 ed i 6000 km è di 1–3 anni. Non sono mai stati osservati vortici nella regione equatoriale di Giove (entro i 10° di latitudine), dove sarebbero instabili. Come accade su ogni pianeta rapidamente rotante, gli anticicloni su Giove sono centri di alta pressione, mentre i cicloni lo sono di bassa pressione.
Gli anticicloni, nell'atmosfera gioviana, sono sempre confinati entro le zone, dove la velocità del vento aumenta nella direzione che va dall'equatore ai poli. Sono generalmente luminosi ed appaiono come ovali chiari; possono variare di longitudine, ma mantengono approssimativamente la stessa latitudine. La velocità del vento alla periferia di un vortice raggiunge circa i 100 m/s. Anticicloni differenti ospitati dalla stessa zona tendono a fondersi, quando si avvicinano l'uno l'altro. Tuttavia su Giove ci sono due anticicloni che sono in qualche modo differenti da tutti gli altri: la Grande Macchia Rossa e l'Ovale BA, formatosi, quest'ultimo, nel 2000. A differenza degli ovali biancastri, queste strutture sono di colore rosso perché portano in superficie del materiale rosso dalle profondità del pianeta. Su Giove gli anticicloni si formano dalla fusione di strutture più piccole, comprese le tempeste convettive (vedi più sotto), sebbene grandi ovali possono risultare dalle instabilità delle correnti a getto. Quest'ultimo fenomeno è stato osservato negli anni 1938–1940, quando alcuni ovali biancastri derivarono da instabilità della zona temperata meridionale; in seguito questi ovali si sono fusi formando l'Ovale BA.
A differenza degli anticicloni, i cicloni su Giove tendono ad essere strutture piccole, scure ed irregolari. Alcune delle strutture più scure e regolari sono note come ovali bruni. Comunque è stata suggerita l'esistenza di pochi grandi cicloni di lunga durata. In aggiunta ai cicloni compatti, su Giove appaiono diverse grandi pezze filamentose ed irregolari, che ruotano concordemente con i cicloni. Una di queste strutture è localizzata ad ovest della Grande Macchia Rossa (nella regione compresa nella sua scia) nella banda equatoriale meridionale. Queste pezze sono chiamate regioni cicloniche (CR). I cicloni sono sempre ospitati nelle bande e anch'essi tendono a fondersi quando si incontrano.
La struttura in profondità dei vortici non è completamente chiara. Si pensa che siano relativamente sottili, perché ogni spessore superiore ai 500 km porterebbe all'instabilità. È noto che i grandi anticicloni si estendono solo poche decine di chilometri al di sotto dello strato nuvoloso visibile. Al 2008, la vecchia ipotesi che i vortici siano colonne convettive profonde non è condivisa dalla maggioranza degli scienziati planetari.

#### La Grande Macchia Rossa
La Grande Macchia Rossa (Great Red Spot, GRS) è un vortice anticiclonico persistente sul bordo meridionale della banda equatoriale meridionale. È una caratteristica superficiale notevolmente stabile, e molte fonti concordano nel dire che è stata continuamente osservata per 300 anni.

Animazione della Grande Macchia Rossa.

La Grande Macchia Rossa ruota in verso antiorario, con un periodo di sei giorni terrestri, corrispondenti a 14 giorni gioviani. Misura 24–40 000 km da ovest ad est e 12–14 000 km da sud a nord. La macchia è sufficientemente grande da contenere due o tre pianeti delle dimensioni della Terra. All'inizio del 2004, la Grande Macchia Rossa ha approssimativamente la metà dell'estensione longitudinale che aveva un secolo prima, quando misurava 40 000 km in diametro. All'attuale velocità di riduzione, dovrebbe diventare circolare nel 2040, sebbene ciò sia improbabile a causa degli effetti distorsivi delle correnti a getto vicine ad essa. Non è noto quanto possa durare la macchia o se i cambiamenti osservati siano il risultato di fluttuazioni normali.
Osservazioni nell'infrarosso hanno indicato che la Grande Macchia Rossa è più fredda (e quindi, raggiunge altitudini maggiori) della maggior parte delle altre nubi sul pianeta; lo strato più alto di nubi della Grande Macchia Rossa svetta di circa 8 km dagli strati circostanti. Inoltre, la circolazione antioraria della macchia è attestata dal 1966 grazie ad un attento monitoraggio delle strutture atmosferiche gioviane ed è stata confermata dai primi filmati inviati dalle sonde Voyager. La macchia è confinata spazialmente da una corrente a getto di modesta entità e diretta verso est (prograda) sul suo confine meridionale e da una corrente a getto molto potente e diretta verso ovest (retrograda) sul suo confine settentrionale. Sebbene i venti intorno ai lati della macchia soffino a circa 120 m/s (430 km/h), le correnti all'interno di essa sembrano stagnanti, con pochi flussi in ingresso o in uscita. Il suo periodo di rotazione è diminuito col tempo, forse come conseguenza della costante riduzione nelle dimensioni.

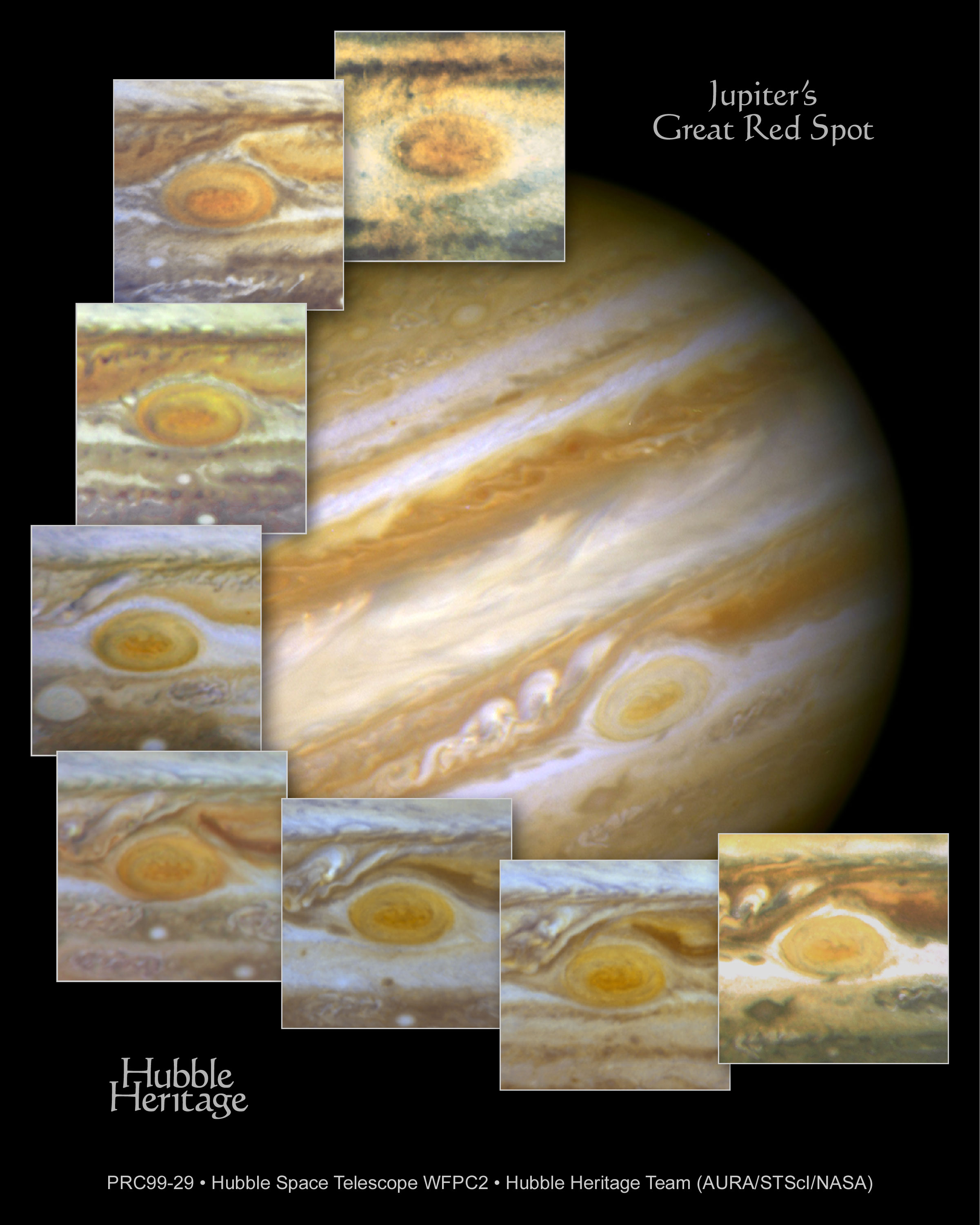
L'evoluzione recente della Grande Macchia Rossa ripercorsa attraverso le immagini inviate da diverse sonde della NASA.

La latitudine della Grande Macchia Rossa è rimasta stabile per tutta la durata di tempo per cui sono disponibili osservazioni attendibili, variando tipicamente entro un grado. La sua longitudine, tuttavia, varia costantemente. Poiché Giove non ruota uniformemente a tutte le latitudini (presenta infatti una rotazione differenziale come anche gli altri giganti gassosi), gli astronomi hanno definito tre differenti sistemi per definirne la latitudine. Il II sistema era usato per le latitudini superiori ai 10° ed era originariamente basato sulla velocità media di rotazione della Grande Macchia Rossa, pari a 9h 55m 42s. Nonostante ciò, la macchia ha doppiato il pianeta nel II sistema almeno 10 volte dai primi dell'Ottocento. La sua velocità di deriva è cambiata drammaticamente negli anni ed è stata correlata alla luminosità della banda equatoriale meridionale (SEB) ed alla presenza o assenza di un disturbo tropicale meridionale (STrD).
Non è ancora noto cosa determini la colorazione rossa della macchia. Alcune teorie supportate da dati sperimentali suggeriscono che il colore possa essere causato da complesse molecole organiche, fosforo rosso o un composto dello zolfo. La Grande Macchia Rossa varia notevolmente in gradazione, dal rosso mattone al salmone pastello, ed anche al bianco. La macchia scompare occasionalmente, rimanendo evidente soltanto per il buco (Red Spot Hollow) che è la sua nicchia nella banda equatoriale meridionale (SEB). La visibilità della Grande Macchia Rossa è apparentemente accoppiata con l'aspetto della banda equatoriale meridionale: quando la banda è di un bianco brillante, la macchia tende ad essere scura; quando la banda è di colore scuro, la macchia è abitualmente luminosa. I periodi in cui la macchia è scura o luminosa si ripetono con intervalli irregolari: ad esempio la macchia era scura nel 1997, e nei cinquant'anni precedenti, nei periodi compresi tra 1961–66, 1968–75, 1989–90 e 1992–93.
La Grande Macchia Rossa non deve essere confusa con la Grande Macchia Scura (Great Dark Spot), una struttura osservata nel 2000 in prossimità del polo nord del pianeta dalla sonda Cassini. Va notato che anche una struttura atmosferica di Nettuno è chiamata Grande Macchia Scura. Quest'ultima fu osservata dalla sonda Voyager 2 nel 1989 e potrebbe trattarsi di un buco nell'atmosfera del pianeta piuttosto che di una tempesta; inoltre non è stata osservata nel 1994 (sebbene una macchia simile sia apparsa più a nord).

#### L'Ovale BA

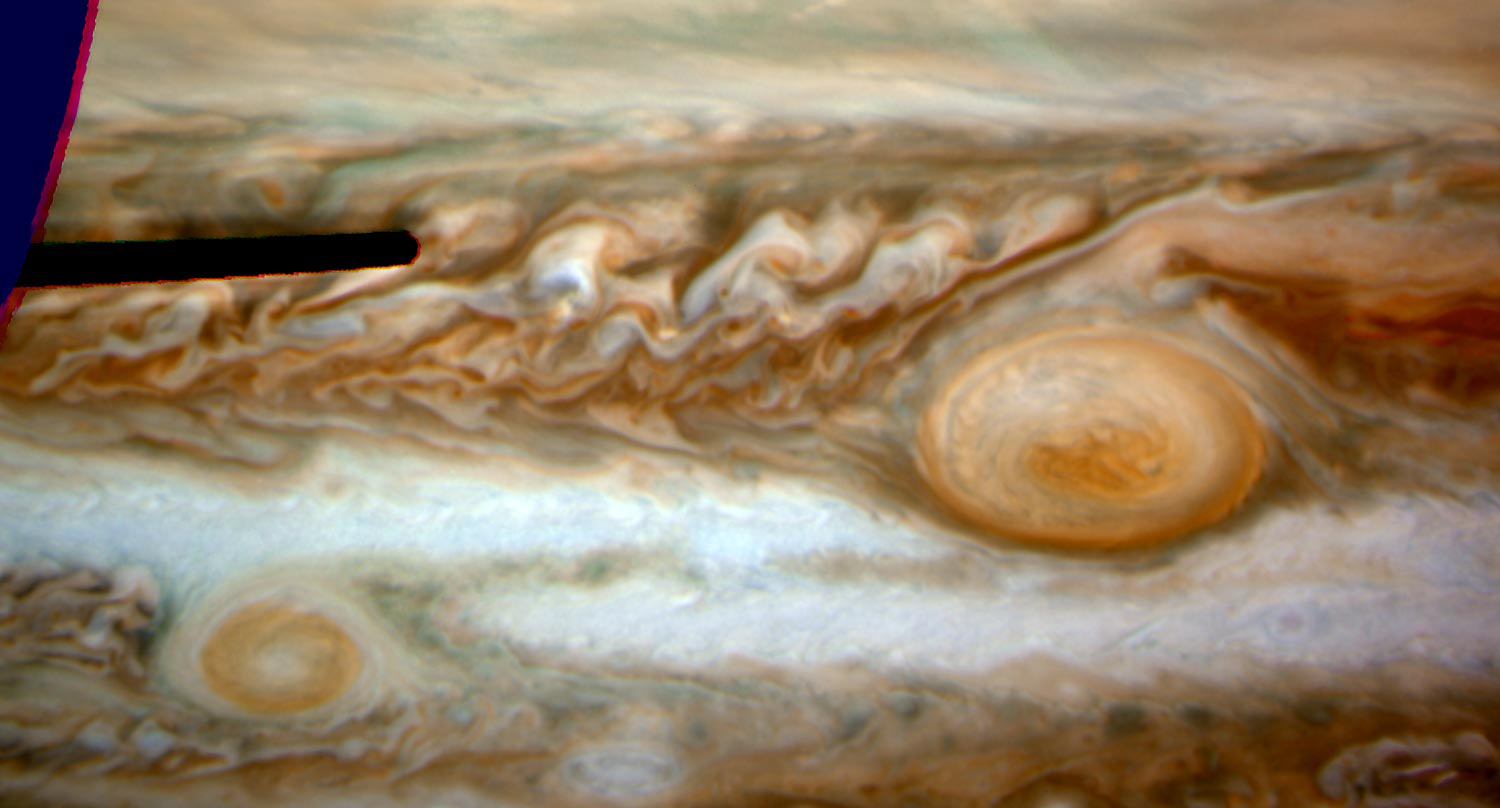
L'Ovale BA (a sinistra).

Ovale BA (Oval BA) è il nome ufficiale di una tempesta di colore rosso nell'emisfero meridionale di Giove, simile in forma alla Grande Macchia Rossa, sebbene più piccola nelle dimensioni. Conseguentemente è spesso chiamata la Piccola Macchia Rossa. La struttura, appartenente alla banda temperata meridionale, è stata osservata per la prima volta nel 2000 quando si è formata dalla collisione di tre piccole tempeste ovali biancastre e da allora è sempre andata intensificandosi.
La formazione dei tre ovali biancastri che poi si sono fusi nell'Ovale BA può essere tracciata indietro fino al 1939, quando la zona temperata meridionale è stata interessata da fenomeni che hanno condotto alla formazione di strutture scure che hanno in effetti separato la zona stessa in tre lunghe sezioni. Elmer J. Reese durante le sue osservazioni di Giove denominò le sezioni scure AB, CD ed EF. Le spaccature si espansero, strozzando i segmenti rimanenti della zona temperata meridionale in tre ovali biancastri, denominati FA, BC e DE. Questi ultimi due si sono fusi nel 1998, formando l'Ovale BE. Successivamente, nel marzo del 2000, BE ed FA si sono fusi anch'essi, formando l'Ovale BA. (vedi ovali biancastri, sotto)

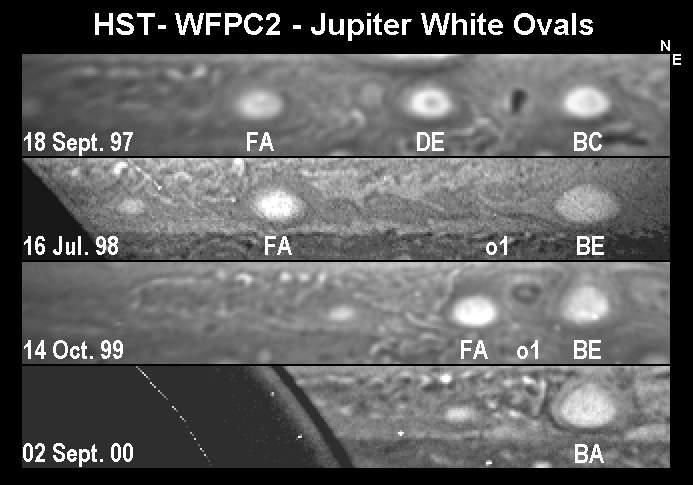
Formazione dell'Ovale BA da tre ovali biancastri precedenti.

L'Ovale BA ha iniziato lentamente a colorarsi di rosso nell'agosto del 2005. Il 24 febbraio 2006, l'astrofilo filippino Christopher Go ha scoperto che l'ovale aveva cambiato colore, notando che aveva raggiunto la stessa colorazione della Grande Macchia Rossa. Conseguentemente, il Dr. Tony Phillips della NASA ha suggerito di chiamarlo "Red Spot Jr." o "Red Jr" ("Macchia Rossa Junior" o "Rossa Junior")
Nell'aprile del 2006 un gruppo di astronomi, credendo che ci sarebbe stata una convergenza tra l'Ovale BA e la Grande Macchia Rossa, programmarono delle osservazioni con il Telescopio spaziale Hubble. Le tempeste si oltrepassano l'un l'altra ogni due anni; gli incontri del 2002 e del 2004 non avevano comunque prodotto nulla di interessante. La dottoressa Amy Simon-Miller del Goddard Space Flight Center, predisse che le due tempeste avrebbero raggiunto il massimo avvicinamento il 4 luglio 2006. Il 20 luglio, le due tempeste furono fotografate dall'Osservatorio Gemini mentre transitavano l'una accanto all'altra senza convergere.

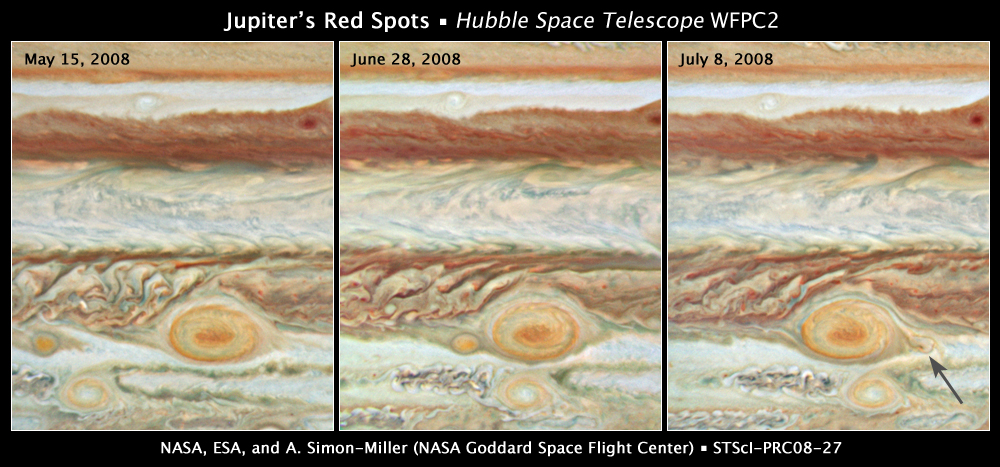
L'Ovale BA (in basso), la Grande Macchia Rossa (in alto) e la "Macchia Rossa Neonata" (nel mezzo) durante un rapido incontro nel giugno del 2008.

Il perché l'Ovale BA sia diventato rosso non è totalmente chiaro. Secondo uno studio pubblicato dal Dr Santiago Pérez-Hoyos dell'Università dei Paesi Baschi nel 2008, il meccanismo responsabile più probabile potrebbe essere "una diffusione verso l'alto e verso l'interno o di un composto colorato, oppure di un vapore in grado di fungere da rivestimento e che potrebbe interagire in futuro con i fotoni solari ad alta energia ai livelli superiore dell'Ovale BA".
L'Ovale BA sta diventando più forte, secondo le osservazioni eseguite con il Telescopio spaziale Hubble nel 2007. La velocità del vento ha raggiunto i 618 km/h; quasi la stessa che nella Grande Macchia Rossa e molto più alta di quella che era stata registrata nelle tempeste progenitrici. Al luglio del 2008 ha raggiunto una lunghezza pari quasi al diametro della Terra, approssimativamente la metà delle dimensioni della Grande Macchia Rossa.
L'Ovale BA non dovrebbe essere confuso con un'altra tempesta maggiore di Giove, la Macchia Rossa Neonata ("Baby Red Spot") che è diventata rossa nel maggio del 2008. Quest'ultima si è formata approssimativamente alla stessa latitudine della Grande Macchia Rossa a cui si è avvicinata nel tardo giugno – inizio luglio dello stesso anno, venendo frantumata e poi assorbita dalla più grande compagna. Durante questo incontro, l'Ovale BA era nelle vicinanze, ma non sembra che abbia svolto alcun ruolo nella distruzione della Macchia Rossa Neonata.

### Cicloni circumpolari

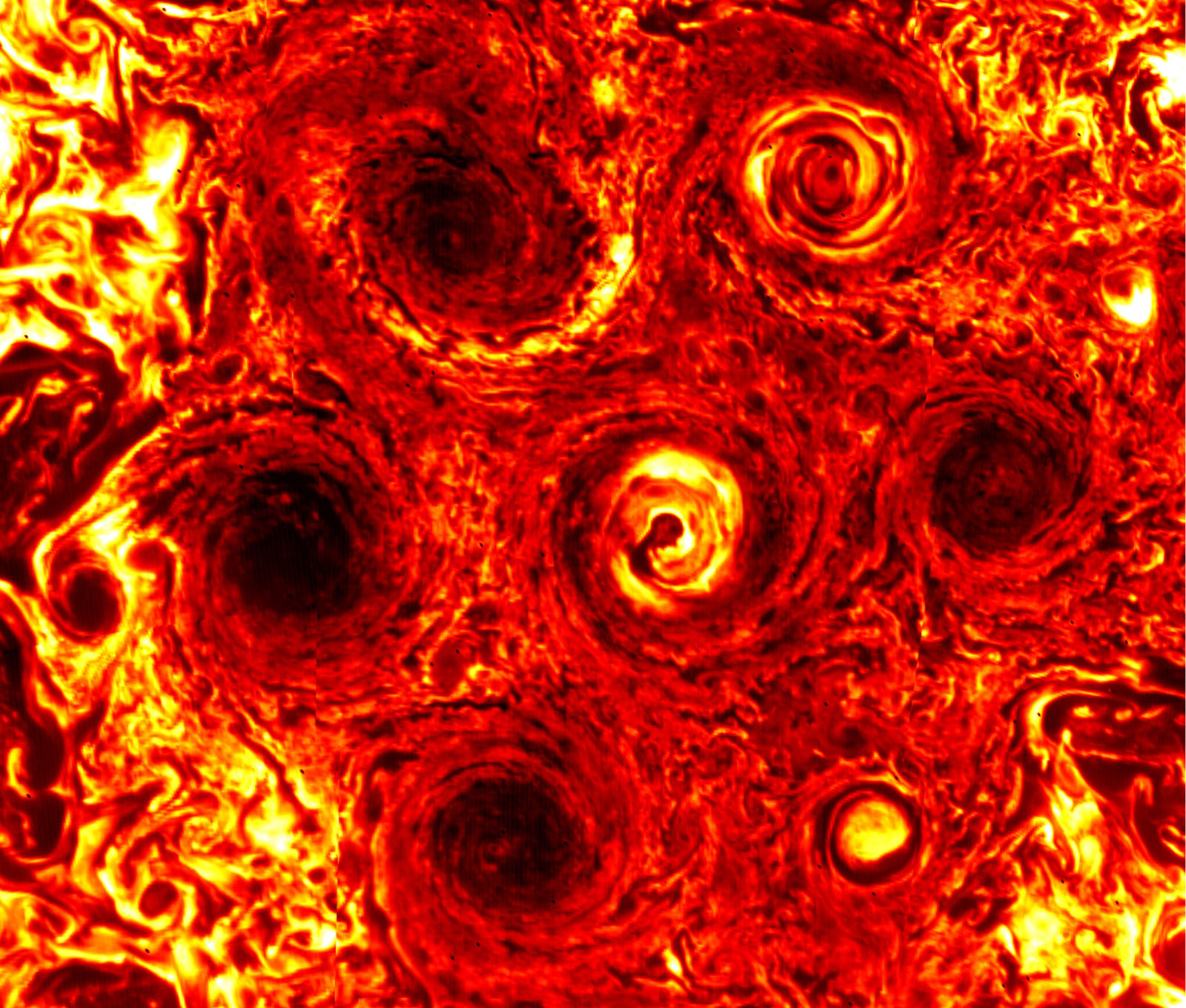
Immagine dei cicloni circumpolari meridionali rispresi nell'infrarosso con la fotocamera JIRAM della sonda Juno.

Ai poli del pianeta sono presenti due vortici polari, chiamati rispettivamente ciclone polare settentrionale (Northern Polar Cyclone, NPC) e ciclone polare meridionale (Southern Polar Cyclone, SPC). Questi sono a loro volta circondati da due sistemi ciclonici circumpolari (circumpolar cyclones, CPC), osservati dalla sonda Juno della NASA, in orbita polare attorno al pianeta dall'ottobre del 2016. I poli di Giove non sono direttamente osservabili dalla Terra, per ragioni prospettiche. Il periodo di osservazioni di tali strutture, dunque, coincide con la permanenza in orbita della missione Juno stessa. Inoltre, fattori di illuminazione rendono più difficoltosa per Juno l'osservazione dei cicloni settentrionali rispetto a quelli meridionali.
Dalle osservazioni acquisite tra il 2016 e il 2018 è stato appreso che i cicloni polari settentrionale e meridionale sono circondati, rispettivamente, da otto e da cinque cicloni circumpolari. I cicloni circumpolari settentrionali sono più piccoli, con un diametro compreso tra 4 000 e 4600 km, mentre quelli meridionali hanno un diametro compreso tra 5 600 e 7000 km. I cicloni circumpolari settentrionali sembrano caratterizzati da una maggiore stabilità nella forma e nella posizione relativa, mentre quelli meridionali, investiti da venti più veloci (con una velocità compresa all'incirca tra 80 e 90 m/s), sono più mobili, pur mantenendo una configurazione pentagonale rispetto al polo. I fenomeni osservati possono essere descritti attraverso la teoria dei vortici congelati, in cui elementi con vorticità concentrata (i vortici) dispersi in un mezzo con minore vorticità si organizzano in una configurazione a reticolo, alla quale corrisponde un minimo dell'energia del sistema.

### Tempeste e fulmini

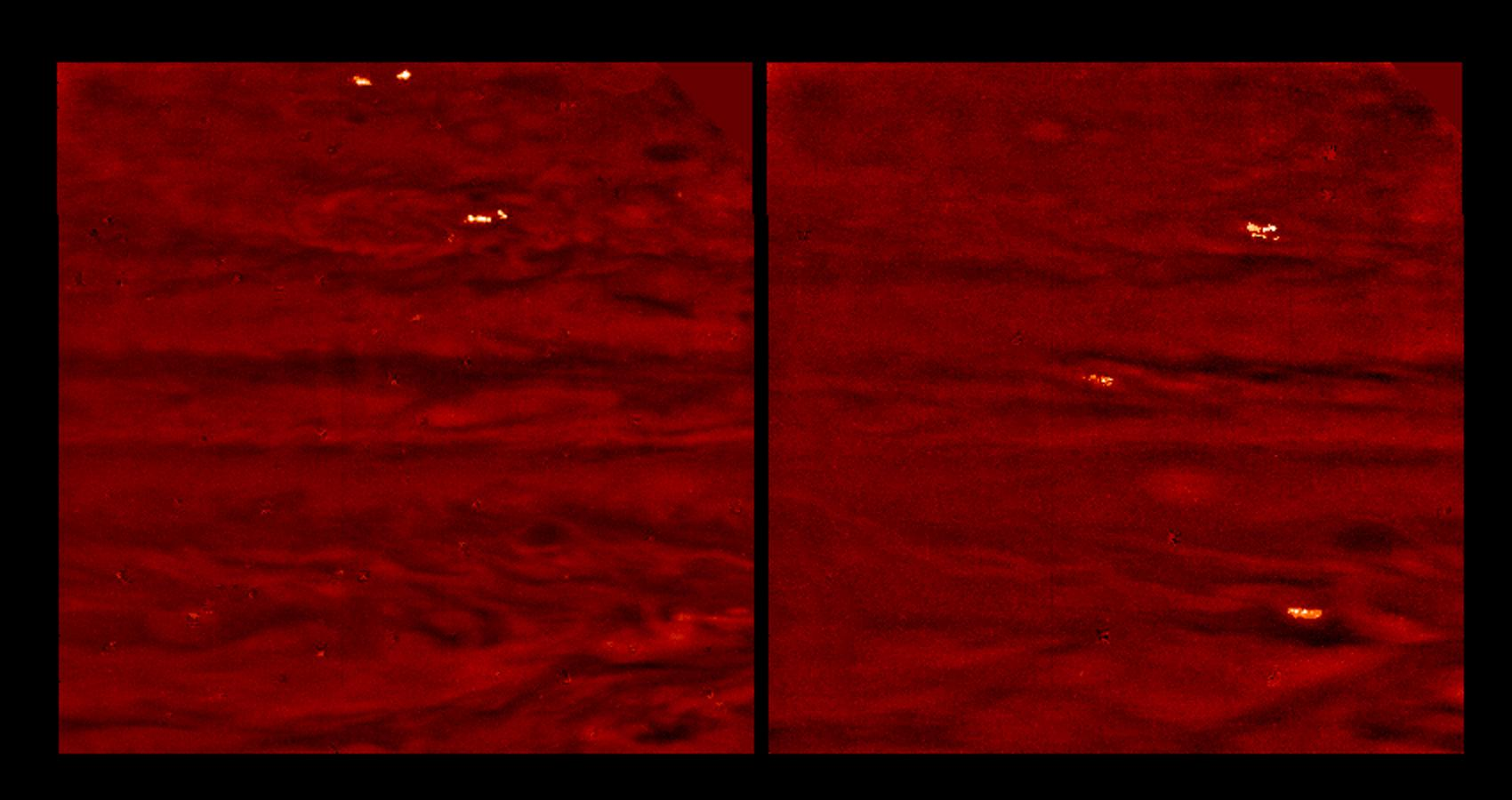
Lampi sul lato notturno di Giove ripresi dalla sonda Galileo nel 1997. NASA

Le tempeste su Giove sono simili ai temporali sulla Terra. Si presentano come ammassi luminosi di nuvole dalle dimensioni di circa 1000 km, che appaiono di volta in volta nelle regioni cicloniche delle bande, specialmente all'interno delle forti correnti a getto retrograde (dirette verso ovest). A differenza dei vortici, le tempeste sono fenomeni di breve durata, la più forte delle quali può durare per diversi mesi, mentre la durata media è di solo 3–4 giorni. Si ritiene che siano dovute ai moti convettivi dell'aria umida nella troposfera gioviana. Le tempeste sono in effetti alte colonne convettive che portano aria umida dalle profondità della troposfera ai suoi strati superiori, dove condensa in nuvole. L'estensione tipica di una tempesta gioviana è di circa 100 km, dal momento che si estendono dai circa 5–7 bar di pressione fino a 0,2–0,5 bar.
Le tempeste su Giove sono sempre associate a fulmini. Le immagini dell'emisfero notturno del pianeta raccolte dalle sonde Galileo e Cassini mostrano lampi con regolarità, particolarmente alle latitudini 51° N, 56° S e 23° N; i due angoli di latitudine maggiori corrispondono a zone in prossimità delle correnti a getto dirette verso ovest. I fulmini su Giove sono in media molto più potenti che quelli sulla Terra, tuttavia avvengono con minore frequenza e quindi complessivamente il livello medio della potenza luminosa emessa dai fulmini sui due pianeti è confrontabile. Pochi lampi sono stati rilevati nelle regioni polari; ciò fa di Giove il secondo pianeta, dopo la Terra, su cui sono stati rilevati fulmini polari.
Ogni 15–17 anni Giove è scosso da tempeste particolarmente potenti: esse appaiono a 23° N di latitudine, in corrispondenza della più forte corrente a getto diretta verso est. L'ultimo episodio del fenomeno è stato osservato nei mesi compresi tra marzo e giugno del 2007. Due tempeste apparvero nella banda temperata settentrionale a 55° gradi in longitudine l'una dall'altra e la disturbarono significativamente: il materiale scuro che fu versato dalle tempeste si mescolò con le nubi e ne cambiò il colore. Conseguentemente tutta la banda apparve di un altro colore. Le tempeste si muovevano con una velocità di 170 m/s, leggermente più veloci delle correnti a getto stesse, suggerendo l'esistenza di forti venti nelle profondità dell'atmosfera gioviana.

### I disturbi
La normale alternanza delle bande e delle zone è a volte interrotta per un dato periodo di tempo. Una particolare classe di interruzioni è rappresentata da oscuramenti di lunga durata della zona tropicale meridionale, a cui ci si riferisce abitualmente come ai "disturbi tropicali meridionali" (South Tropical Disturbances, STrD). Il più lungo di questi disturbi di cui si ha memoria storica è avvenuto tra il 1901 ed il 1939, osservato per primo da Percy B. Molesworth il 28 febbraio 1901. Assunse la forma di un oscuramento della zona tropicale meridionale, abitualmente brillante. Da allora sono stati registrati diversi episodi simili della stessa zona.

#### Il disturbo della SEB
Un particolare fenomeno interessa la South Equatorial Belt (SEB, banda equatoriale meridionale) ed è noto come disturbo della SEB.
A intervalli irregolari di 3-15 anni la fascia, normalmente ben visibile poco a nord della GRS, assume una colorazione biancastra, rendendosi indistinguibile dalle chiare zone circostanti, per poi tornare otticamente individuabile nel giro di poche settimane o mesi.

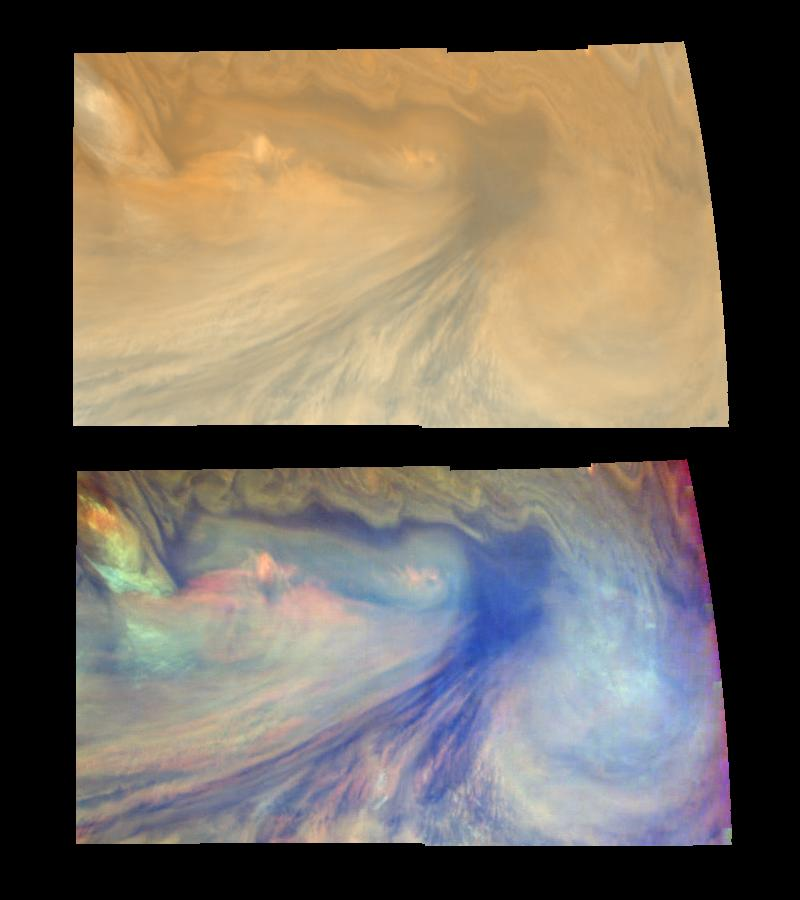
Immagine in colori reali (sopra) e falsi colori (sotto) di un hot spot equatoriale.

Tale fenomeno si è verificato per l'ultima volta nel 2010, ma era già stato riscontrato nel 1973, quando la Pioneer 10 compì un sorvolo ravvicinato del pianeta, e nel 1991. La causa del fenomeno è attribuita alla momentanea sovrapposizione con la banda di alcuni strati nuvolosi, che normalmente sono assenti da questa regione.

### Festoni (hot spots)
Una delle caratteristiche più misteriose dell'atmosfera di Giove è costituita dai "festoni", in inglese hot spots. Si tratta di regioni relativamente prive di nubi dalle quali il calore interno può essere emesso liberamente senza essere assorbito dalla copertura nuvolosa. Devono il loro nome anglofono al fatto che, alle osservazioni nell'infrarosso (λ=5 µm), appaiono come delle macchioline brillanti. Si localizzano preferenzialmente nelle bande, anche se è stato osservato un insieme di prominenti formazioni nel bordo settentrionale della Zona Equatoriale. Ad ogni festone è associato un brillante pennacchio nuvoloso, posto in genere nella porzione occidentale della formazione, che raggiunge dimensioni anche di 10 000 km. Gli hot spots di norma possiedono un aspetto rotondeggiante, difficili da confondere con i vortici.
L'origine di questi festoni non è chiara: potrebbe trattarsi di correnti discendenti, in cui l'aria in discesa viene scaldata adiabaticamente ed asciugata oppure, in alternativa, potrebbero essere una manifestazione di onde a scala planetaria; quest'ultima ipotesi spiega i pattern periodici assunti dai festoni equatoriali.

## Storia osservativa

Sequenza di avvicinamento della Voyager 1 a Giove.

I primi astronomi utilizzarono piccoli telescopi e le loro capacità osservative per registrare i cambiamenti d'aspetto dell'atmosfera gioviana. I termini descrittivi che allora introdussero - bande, zone, macchie rosse e brune, ovali, festoni - sono ancora in uso. Altri termini - come vorticità, moto verticale e altezza delle nubi - sono entrati in uso successivamente, nel ventesimo secolo.
Le prime osservazioni dell'atmosfera gioviana ad una risoluzione maggiore rispetto a quella possibile per osservazioni da terra, furono condotte dalle sonde Pioneer 10 e 11. Le prime immagini dettagliate dell'atmosfera furono comunque raccolte grazie alle sonde Voyager. Le due sonde risolsero dettagli di 5 km di dimensione in varie lunghezze spettrali e permisero di realizzare i primi filmati di avvicinamento al pianeta, in grado di mostrare anche il moto dell'atmosfera. La sonda Galileo coprì un'area inferiore dell'atmosfera di Giove, ma ad una risoluzione ancora migliore ed a una ampiezza di banda spettrale maggiore.
La sonda Galileo inoltre trasportò sul pianeta una sonda atmosferica che penetrò negli strati superiori raggiungendo una grande profondità, corrispondente a 22 bar di pressione. La sonda misurò la velocità dei venti, la temperatura, la composizione, l'estensione dello strato nuvoloso ed il livello di radiazioni, finché non cessò di trasmettere, schiacciata dalla elevata pressione esterna. I dati allora raccolti hanno contribuito notevolmente ad ampliare la nostra conoscenza dell'atmosfera gioviana, poiché i telescopi e le sonde in orbita intorno al pianeta non sono comunque in grado di rilevare cosa accade al di sotto di 1 bar di pressione. Successivamente, sono state condotte osservazioni ad alta risoluzione della sommità delle nubi durante i sorvoli del pianeta da parte delle sonde Cassini e New Horizons, rispettivamente nel 2000 e nel 2007.
Oggi, gli astronomi hanno accesso ad un continuo monitoraggio dell'attività dell'atmosfera gioviana condotto da telescopi a terra e nello spazio, come il Telescopio spaziale Hubble. È stato così scoperto non solo che l'atmosfera è occasionalmente interessata da grandi disturbi, ma anche che essa è notevolmente stabile. Il moto verticale dell'atmosfera gioviana era stato già determinato dall'identificazione di gas traccianti con telescopi da terra. Studi spettroscopici condotti dopo la collisione della cometa Shoemaker-Levy 9 permisero di dare uno sguardo alla composizione del pianeta sotto lo strato nuvoloso. Fu così rivelata per la prima volta la presenza su Giove di zolfo diatomico (S2) e solfuro di carbonio (CS2) (è stata solo la seconda volta che si è rilevato lo zolfo diatomico su un oggetto celeste), oltre che la presenza di altre molecole come ammoniaca (NH3) e acido solfidrico (H2S); mentre non fu rivelata la presenza di composti dell'ossigeno, come l'anidride solforosa (SO2), generando sorpresa tra gli astronomi.

### Studi sulla Grande Macchia Rossa

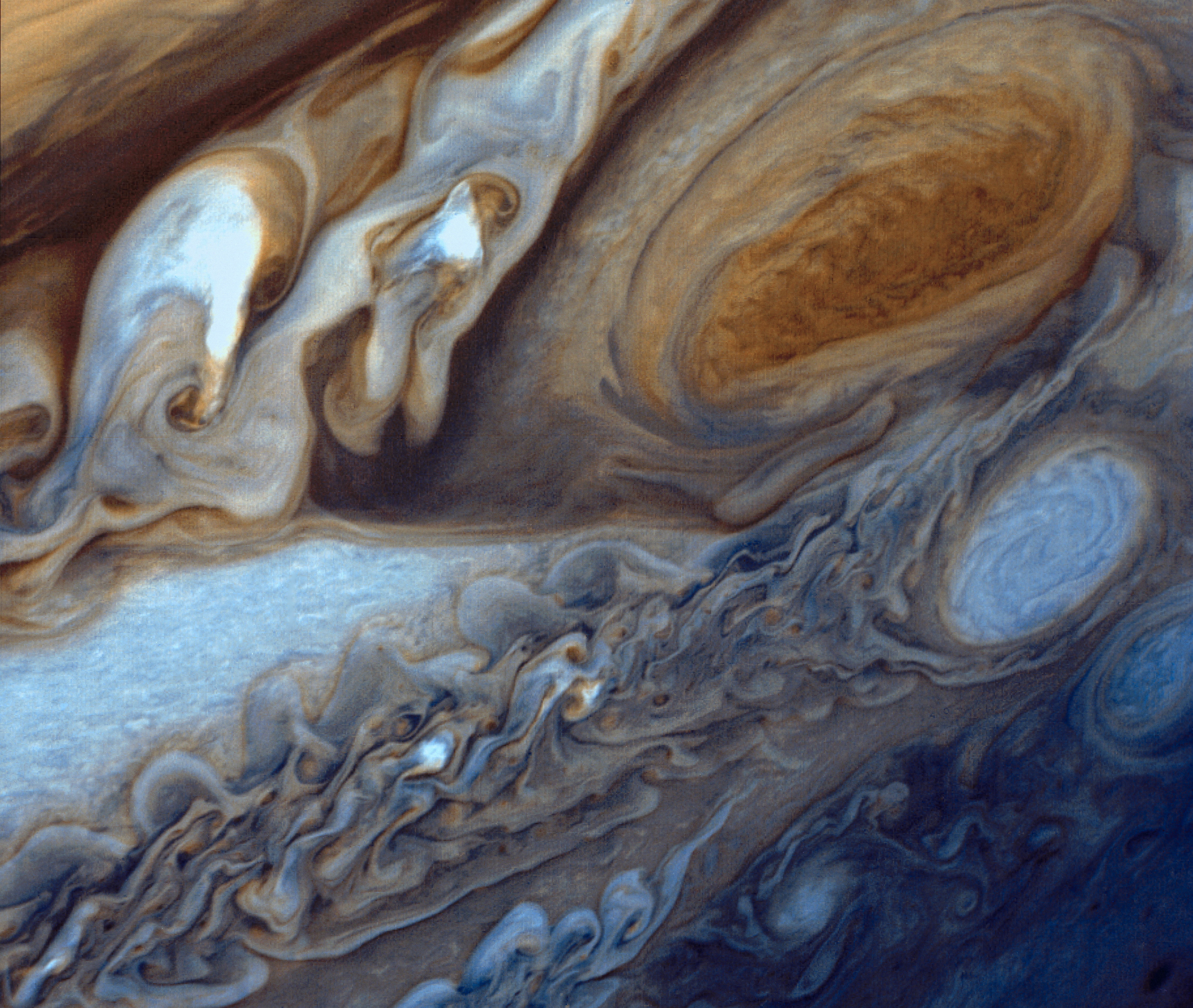
Vista della Grande Macchia Rossa di Giove e dei suoi dintorni ripresa dalla Voyager 1 il 25 febbraio 1979, quando la sonda si trovava a circa 9 milioni di chilometri di distanza. L'immagine mostra dettagli grandi circa 160 chilometri. La regione colorata e piena di onde a sinistra della Macchia Rossa è sede di moti straordinariamente complessi. L'ovale bianco subito sotto la Macchia Rossa ha le stesse dimensioni della Terra.

Il primo avvistamento della Grande Macchia Rossa è spesso accreditato a Robert Hooke, che descrisse una macchia su Giove nel maggio 1664; tuttavia, è probabile che la macchia di Hooke fosse nella banda sbagliata (la banda equatoriale settentrionale, rispetto alla posizione attuale nella banda equatoriale meridionale). Più convincente risulta la descrizione di Giovanni Cassini di una "macchia permanente", fornita l'anno seguente. Con fluttuazioni nella visibilità, la macchia di Cassini fu osservata dal 1665 al 1713.
Un mistero minore è relativo ad una macchia gioviana ritratta nel 1711 in un dipinto da Donato Creti, esposta nella Pinacoteca vaticana. Il dipinto è parte di una serie di pannelli in cui differenti corpi celesti (ingranditi) fanno da sfondo a varie scene italiane; la creazione dei quali è stata supervisionata dall'astronomo Eustachio Manfredi per garantirne l'accuratezza. Il dipinto di Creti è la prima rappresentazione conosciuta a riportare la Grande Macchia Rossa di colore rosso. Nessuna struttura gioviana era stata descritta di quel colore prima del tardo ottocento.
La Grande Macchia Rossa attuale fu vista solo dopo il 1830 e ben studiata solo dopo un'apparizione di rilievo del 1879. Un salto di 118 anni separa le osservazioni del 1830 dalla sua scoperta, nel XVII secolo; non è noto se la macchia originaria si sia dissolta e poi ricostituita, se sia sbiadita, o anche se i resoconti delle osservazioni furono semplicemente di scarsa qualità. Le macchie più vecchie ebbero una storia osservativa più breve ed un moto più lento rispetto alla macchia attuale e ciò rende la loro identificazione incerta.
Il 25 febbraio 1979, quando la Voyager 1 era a 9,2 milioni di km da Giove, trasmise a Terra la prima immagine dettagliata della Grande Macchia Rossa. Erano riconoscibili dettagli nuvolosi delle dimensioni minime di 160 km. Il colorato motivo ondoso delle nuvole ad ovest (sinistra) della Grande Macchia Rossa è la regione di coda della macchia, dove sono osservabili moti nuvolosi estremamente complessi e variabili.

### Ovali biancastri

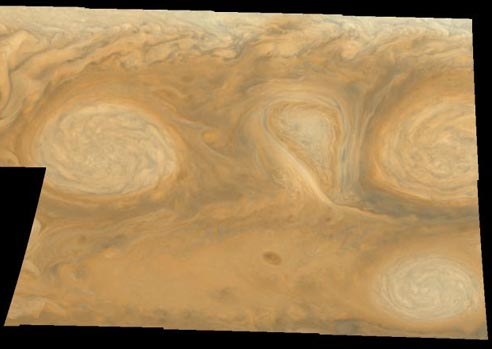
Gli ovali biancastri da cui avrebbe avuto poi origine l'Ovale BA, ripresi dalla sonda Galileo nel 1997.

Gli ovali biancastri che in seguito sarebbero diventati l'Ovale BA si sono formati nel 1939. Al momento della loro formazione coprivano quasi 90° di longitudine, ma si contrassero rapidamente nel decennio seguente, stabilizzandosi ad una lunghezza di 10° o meno dopo il 1965.
Sebbene all'origine fossero frammenti della zona temperata meridionale (STZ), evolsero fino ad essere completamente inclusi nella banda temperata meridionale (STB); ciò suggerisce che si spostarono verso nord, ritagliandosi una nicchia nella banda. Infatti, in modo assai simile alla Grande Macchia Rossa, la loro circolazione era confinata da due correnti a getto opposte, diretta verso est sui bordi settentrionali e retrograda verso ovest su quelli meridionali.
Lo spostamento longitudinale degli ovali sembrava essere influenzato da due fattori: la posizione del pianeta sulla sua orbita - diventando più veloci in corrispondenza dell'afelio - e la vicinanza alla Grande Macchia Rossa - accelerando quando erano entro 50° dalla Macchia. La tendenza generale fu una diminuzione della velocità di deriva degli ovali, con un suo dimezzamento tra gli anni 1940 e 1990.
Durante i sorvoli delle sonde Voyager, gli ovali si estendevano per circa 9000 km da est ad ovest, 5000 km da nord a sud e completavano una rotazione ogni cinque giorni (per confronto, la Grande Macchia Rossa la completava in sei).

### Titoli generali
- (EN) Albrecht Unsöld, The New Cosmos, New York, Springer-Verlag, 1969.
- H. L. Shipman, L'Universo inquieto. Guida all'osservazione a occhio nudo e con il telescopio. Introduzione all'astronomia, Bologna, Zanichelli, 1984, ISBN 88-08-03170-5.
- (EN) Stephen Hawking, A Brief History of Time, Bantam Books, 1988, ISBN 0-553-17521-1.
- H. Reeves, L'evoluzione cosmica, Milano, Rizzoli–BUR, 2000, ISBN 88-17-25907-1.
- AA.VV, L'Universo - Grande enciclopedia dell'astronomia, Novara, De Agostini, 2002.
- J. Gribbin, Enciclopedia di astronomia e cosmologia, Milano, Garzanti, 2005, ISBN 88-11-50517-8.
- W. Owen, et al, Atlante illustrato dell'Universo, Milano, Il Viaggiatore, 2006, ISBN 88-365-3679-4.
- M. Rees, Universo. Dal big bang alla nascita dei pianeti. Dal sistema solare alle galassie più remote, Milano, Mondadori Electa, 2006,  p. 512.

### Titoli specifici

#### Sul sistema solare
- M. Hack, Alla scoperta del sistema solare, Milano, Mondadori Electa, 2003,  p. 264.
- F. Biafore, In viaggio nel sistema solare. Un percorso nello spazio e nel tempo alla luce delle ultime scoperte, Gruppo B, 2008,  p. 146.
- (EN) Vari, Encyclopedia of the Solar System, Gruppo B, 2006,  p. 412, ISBN 0-12-088589-1.

#### Sul pianeta
- (EN) Bertrand M. Peek, The Planet Jupiter: The Observer's Handbook, Londra, Faber and Faber Limited, 1981, ISBN 0-571-18026-4, , OCLC 8318939.
- (EN) Eric Burgess, By Jupiter: Odysseys to a Giant, New York, Columbia University Press, 1982, ISBN 0-231-05176-X.
- (EN) John H. Rogers, The Giant Planet Jupiter, Cambridge, Cambridge University Press, 1995, ISBN 0-521-41008-8, , OCLC 219591510.
- (EN) Reta Beebe, Jupiter: The Giant Planet, 2ª ed., Washington, Smithsonian Institute Press, 1996, ISBN 1-56098-685-9.
- (EN) AA.VV., The New Solar System, a cura di Kelly J. Beatty; Carolyn Collins Peterson; Andrew Chaiki, 4ª ed., Massachusetts, Sky Publishing Corporation, 1999, ISBN 0-933346-86-7, , OCLC 39464951.
- (EN) D. C. Jewitt; S. Sheppard ; C. Porco, F. Bagenal; T. Dowling; W. McKinnon, Jupiter: The Planet, Satellites and Magnetosphere (PDF), Cambridge, Cambridge University Press, 2004, ISBN 0-521-81808-7 (archiviato dall'url originale il 14 giugno 2007).
- (EN) Linda T. Elkins-Tanton, Jupiter and Saturn, New York, Chelsea House, 2006, ISBN 0-8160-5196-8.

### Pubblicazioni scientifiche (in lingua inglese)
- F. J. Low, Observations of Venus, Jupiter, and Saturn at λ20 μ, in Astronomical Journal, vol. 71, 1966,  p. 391, DOI:10.1086/110110. URL consultato il 19 febbraio 2011.
- (EN) Andrew P. Ingersoll, Cuzzi, Jeffrey N., Dynamics of Jupiter's cloud bands, in Journal of the Atmospheric Sciences, vol. 26, 1969,  pp. 981-985, DOI:10.1175/1520-0469(1969)026<0981:DOJCB>2.0.CO;2. URL consultato il 1º aprile 2009.
- (EN) Peter H. Stone, On Jupiter's Rate of Rotation, in Journal of Atmospheric Sciences, vol. 31, 1974,  pp. 1471-1472, DOI:10.1175/1520-0469(1974)031<1471:OJROR>2.0.CO;2. URL consultato il 27 giugno 2016.
- (EN) F.H. Busse, A simple model of convection in the Jovian atmosphere, in Icarus, vol. 29, 1976,  pp. 255-260, DOI:10.1016/0019-1035(76)90053-1. URL consultato il 1º aprile 2009.
- (EN) B. A. Smith et al., The Jupiter system through the eyes of Voyager 1, in Science, vol. 204, 1979,  pp. 951–957, 960–972, DOI:10.1126/science.204.4396.951. URL consultato il 1º aprile 2009.
- J. Pearl, B. J. Conrath, R. A. Hanel, J. A. Pirraglia, The albedo, effective temperature, and energy balance of Uranus, as determined from Voyager IRIS data, in Icarus, vol. 84, marzo 1990,  pp. 12-08, DOI:10.1016/0019-1035(90)90155-3. URL consultato il 19 febbraio 2011.
- (EN) H. B. Hammel, Lockwood, G. W.; Mills, J. R.; Barnet, C. D., Hubble Space Telescope Imaging of Neptune's Cloud Structure in 1994, in Science, vol. 268, n. 5218, 1995,  pp. 1740-1742, DOI:10.1126/science.268.5218.1740. URL consultato il 27 febbraio 2008.
- (EN) Elmer J. Reese, Solberg, H. Gordon, Recent measures of the latitude and longitude of Jupiter's red spot, in Icarus, vol. 5, 1–6, 1996,  pp. 266-273, DOI:10.1016/0019-1035(66)90036-4. URL consultato il 1º aprile 2009.
- (EN) John H. Rogers, The Giant Planet Jupiter, Cambridge, Cambridge University Press, 1995, ISBN 0-521-41008-8, , OCLC 219591510.
- (EN) Reta Beebe, Jupiter: The Giant Planet, 2ª ed., Washington, Smithsonian Institute Press, 1997, ISBN 1-56098-685-9.
- (EN) R. J. McKim, P. B. Molesworth's discovery of the great South Tropical Disturbance on Jupiter, 1901, in Journal of the British Astronomical Association, vol. 107, n. 5, 1997,  pp. 239-245. URL consultato il 1º aprile 2009.
- (EN) Ian Ridpath, Norton's Star Atlas and Reference Handbook, 19a, Harlow, Addison Wesley Longman Ltd., 1998,  p. 107.
- (EN) Alvin Seiff, Kirk, Don B.; Knight, Tony C.D. et al., Thermal structure of Jupiter's atmosphere near the edge of a 5 µm hot spot in the north equatorial belt, in Journal of Goephysical Research, vol. 103, 1998,  pp. 22.857–22.889, DOI:10.1029/98JE01766. URL consultato il 1º aprile 2009.
- (EN) S.K. Atreya, Wong, M.H.;  Owen, T.C. et al., A comparison of the atmospheres of Jupiter and Saturn: deep atmospheric composition, cloud structure, vertical mixing, and origin, in Planetary and Space Sciences, vol. 47, 1999,  pp. 1243-1262, DOI:10.1016/S0032-0633(99)00047-1. URL consultato il 1º aprile 2009.
- (EN) Tristan Guillot, A comparison of the interiors of Jupiter and Saturn, in Planetary and Space Sciences, vol. 47, 1999,  pp. 1183-1200, DOI:10.1016/S0032-0633(99)00043-4. URL consultato il 1º aprile 2009.
- (EN) Thomas Hockey, Galileo's Planet: Observing Jupiter Before Photography, Bristol, Philadelphia, Institute of Physics Publishing, 1999, ISBN 0-7503-0448-0.
- (EN) Anil Bhardwaj, Gladstone, G.Randal, Auroral emissions of the giant planets [collegamento interrotto], in Reviews of Geophysics, vol. 38, n. 3, 2000,  pp. 295-353, DOI:10.1029/1998RG000046. URL consultato il 1º aprile 2009.
- (EN) John H. Rogers, Metig, Hans Jorg, Jupiter in 1998/99 (PDF), in Journal of the British Astronomical Association, vol. 111, n. 6, 2001,  pp. 321-332. URL consultato il 1º aprile 2009.
- (EN) A. Sanchez-Lavega, Orton, G. S.; Morales R.; et al., The Merger of Two Giant Anticyclones in the Atmosphere of Jupiter, in Icarus, vol. 149, n. 2, febbraio 2001,  pp. 491-495, DOI:10.1006/icar.2000.6548. URL consultato il 1º aprile 2009.
- (EN) J. Kelly Beatty, Jupiter's Shrinking Red Spot, in Sky and Telescope, vol. 103, n. 4, 2002,  p. 24. URL consultato il 21 giugno 2007 (archiviato dall'url originale il 27 maggio 2011).
- (EN) S.K. Atreya, Mahaffy, P.R.;  Niemann, H.B. et al., Composition and origin of the atmosphere of Jupiter—an update, and implications for the extrasolar giant planets, in Planetary and Space Sciences, vol. 51, 2003,  pp. 105-112, DOI:10.1016/S0032-0633(02)00144-7. URL consultato il 1º aprile 2009.
- (EN) Therese Encrenaz, ISO observations of the giant planets and Titan: what have we learnt?, in Planet. Space Sci., vol. 51, 2003,  pp. 89-103, DOI:10.1016/S0032-0633(02)00145-9. URL consultato il 1º aprile 2009.
- Patric Irwin, Giant Planets of Our Solar System. Atmospheres, Composition, and Structure, Springer and Praxis Publishing, 2003, ISBN 978-3-540-00681-7.
- (EN) John H. Rogers, Jupiter in 1999/2000. II: Infrared wavelengths (PDF), in Journal of the British Astronomical Association, vol. 113, n. 3, 2003,  pp. 136-140. URL consultato il 1º aprile 2009.
- (EN) Ashraf Youssef, Philip S. Marcus, The dynamics of jovian white ovals from formation to merger, in Icarus, vol. 162, n. 1, 2003,  pp. 74-93, DOI:10.1016/S0019-1035(02)00060-X. URL consultato il 15 giugno 2007.
- (EN) Andrew P. Ingersoll, Timothy E. Dowling; Peter J. Gierasch; Glenn S. Orton; Peter L. Read; Agustin S´anchez-Lavega; Adam P. Showman; Amy A. Simon-Miller; Ashwin R. Vasavada, Dynamics of Jupiter's Atmosphere (PDF), in Bagenal, F.; Dowling, T.E.; McKinnon, W.B. (a cura di), Jupiter: The Planet, Satellites and Magnetosphere, Cambridge, Cambridge University Press, 2004, ISBN 0-521-81808-7. URL consultato il 1º aprile 2009.
- (EN) V.G. Kunde, Flasar, F.M.;  Jennings, D.E. et al., Jupiter's Atmospheric Composition from the Cassini Thermal Infrared Spectroscopy Experiment, in Science, vol. 305, 2004,  pp. 1582-1586, DOI:10.1126/science.1100240. URL consultato il 1º aprile 2009.
- (EN) R.V. Yelle, Miller, S., Jupiter's Thermosphere and Ionosphere (PDF), in Bagenal, F.; Dowling, T.E.; McKinnon, W.B. (a cura di), Jupiter: The Planet, Satellites and Magnetosphere, Cambridge, Cambridge University Press, 2004, ISBN 0-521-81808-7. URL consultato il 1º aprile 2009.
- (EN) Sushil K. Atreya, Wong, Ah-San, Coupled Clouds and Chemistry of the Giant Planets – a Case for Multiprobes (PDF), in Space Sci. Rev., vol. 116, 2005,  pp. 121-136, DOI:10.1007/s11214-005-1951-5. URL consultato il 1º aprile 2009.
- (EN) S.K. Atreya, Wong, A.S.; Baines, K.H. et al., Jupiter's ammonia clouds—localized or ubiquitous? (PDF), in Planetary and Space Sciences, vol. 53, 2005,  pp. 498-507, DOI:10.1016/j.pss.2004.04.002. URL consultato il 1º aprile 2009.
- (EN) Moritz Hiempel, Aurnou,, Jonathan; Wicht, Johannes, Simulation of equatorial and high-latitude jets on Jupiter in a deep convection model (PDF), in Nature, vol. 438, 2005,  pp. 193-196, DOI:10.1038/nature04208. URL consultato il 1º aprile 2009 (archiviato dall'url originale il 4 marzo 2009).
- (EN) Steve Miller, Aylword, Alan; e Milliword, George, Giant Planet Ionospheres and Thermospheres: the Importance of Ion-Neutral Coupling, in Space Sci.Rev., vol. 116, 2005,  pp. 319-343, DOI:10.1007/s11214-005-1960-4. URL consultato il 1º aprile 2009.
- (EN) Ashvin R. Vasavada, Showman, Adam, Jovian atmospheric dynamics: an update after Galileo and Cassini, in Reports on Progress in Physics, vol. 68, 2005,  pp. 1935-1996, DOI:10.1088/0034-4885/68/8/R06. URL consultato il 1º aprile 2009.
- (EN) Christopher Y. Go, de Pater, I.; Wong M. et al., Evolution Of The Oval Ba During 2004–2005, in American Astronomical Society, vol. 38, settembre 2006,  p. 495. URL consultato il 16 ottobre 2008.
- (EN) Kevin H. Baines, Simon-Miller, Amy A.; Orton, Glen S. et al., Polar Lightning and Decadal-Scale Cloud Variability on Jupiter, in Science, vol. 318, n. 5848, 2007,  pp. 226-229, DOI:10.1126/science.1147912, 17932285. URL consultato il 1º aprile 2009.
- (EN) John H. Rogers, The accelerating circulation of Jupiter's Great Red Spot (PDF), in Journal of the British Astronomical Association, vol. 118, n. 1, 2008,  pp. 14-20. URL consultato il 1º aprile 2009.
- (EN) A. Sanchez-Lavega, Orton, G.S.; Hueso, S. et al., Depth of the strong Jovian jet from a planetary scale disturbance driven by storms, in Nature, vol. 451, 2008,  pp. 437-440, DOI:10.1038/nature06533.
- (EN) A. Adriani et al., Clusters of cyclones encircling Jupiter's poles, in Nature, vol. 555, n. 7695, marzo 2018,  pp. 216-219, DOI:10.1038/nature25491.
- (EN) F. Tabataba-Vakili et al., Long-term tracking of circumpolar cyclones on Jupiter from polar observations with JunoCam, in Icarus, vol. 335, gennaio 2020,  p. 113405, DOI:10.1016/j.icarus.2019.113405.
- (EN) Patrick G. J. Irwin et al., Clouds and Ammonia in the Atmospheres of Jupiter and Saturn Determined From a Band-Depth Analysis of VLT/MUSE Observations, in Journal of Geophysical Research – Planets, vol. 130, n. 1, 1º gennaio 2025, DOI:10.1029/2024JE008622.